# Savigny-sur-Orge
Pour les articles homonymes, voir Savigny.
Savigny-sur-Orge (prononcé [saviɲi syʁ ɔʁʒ] ) est une commune française située dans le département de l’Essonne en région Île-de-France.
Domaine seigneurial et monacal dès le Moyen Âge, Savigny-sur-Orge construit autour du château occupé par d’illustres familles se développa dès l’arrivée du chemin de fer à la fin du XIXe siècle. Le lotissement des coteaux puis du plateau, la construction de grands ensembles multiplièrent par vingt la population de la commune en un siècle, pour en faire au XXIe siècle la quatrième ville du département. Reliée aux grands pôles urbains et économiques de la région par une ligne de RER et l’autoroute A6 mais disposant de peu d’espaces industriels et commerciaux, c’est aujourd’hui tant une « ville-dortoir » confrontée au vieillissement de ses infrastructures qu’une commune recherchée des classes moyennes.
Ses habitants sont appelés les Saviniens.

## Géographie

### Situation
Savigny-sur-Orge est située dans la région Île-de-France, au nord du département de l’Essonne, totalement intégré à l’agglomération parisienne, à la limite est de l’ancien pays et aujourd’hui région naturelle du Hurepoix.
La commune occupe un territoire approximativement rectangulaire dont la base orientée au sud-est fait trois kilomètres et le côté orienté au sud-ouest fait deux kilomètres et trois cents mètres, le tout représente une superficie de six cent quatre-vingt-dix-sept hectares. 
Quatrième commune du département, Savigny-sur-Orge est pourtant située à l’écart des pôles administratifs et économiques du département, à dix-neuf kilomètres au sud de Paris-Notre-Dame, point zéro des routes de France, neuf kilomètres au nord-ouest d’Évry, neuf kilomètres au sud-est de Palaiseau, treize kilomètres au nord-ouest de Corbeil-Essonnes, trente-deux kilomètres au nord-est d’Étampes, huit kilomètres au nord-est de Montlhéry, treize kilomètres au nord-est d’Arpajon, vingt-trois kilomètres au nord de La Ferté-Alais, trente-et-un kilomètres au nord-est de Dourdan et trente-trois kilomètres au nord-ouest de Milly-la-Forêt.

### Communes limitrophes
Deux cours d’eau matérialisent une partie des frontières de la commune, l’Yvette au sud-ouest avec Épinay-sur-Orge, l’Orge au sud avec Villemoisson-sur-Orge et Morsang-sur-Orge et au sud-est avec Viry-Châtillon.
À l’ouest se trouve une courte limite avec Longjumeau, qui se poursuit au nord-ouest par une frontière avec Morangis en partie matérialisée par l’avenue de l’Armée Leclerc.
Au nord, la rue de la Voie Verte marque la limite avec Paray-Vieille-Poste puis avec Athis-Mons au nord-est. À l’est se trouve la commune de Juvisy-sur-Orge, en partie séparée par l’avenue de Champagne qui recouvre l’aqueduc de la Vanne et du Loing.

### Relief et géologie
Le territoire est situé pour une part importante sur des coteaux orientés au sud-ouest à l’extrémité sud du vaste plateau d’Orly.
Savigny-sur-Orge est implantée à l’extrémité sud du plateau de Longboyau et sur les coteaux des vallées de l’Yvette à l’ouest et de l’Orge au sud, dominant ainsi la pénéplaine de l’Yvette-Orge-Seine.
Le territoire s’étage entre une altitude basse de trente-trois mètres à l’extrême sud-ouest en bordure de la confluence de l’Yvette et de l’Orge et une altitude haute de quatre-vingt-dix-neuf mètres à proximité de la Ferme de Champagne. La déclivité se fait relativement doucement sur les deux tiers nord du territoire vers le sud et le sud-ouest puis s’accentue fortement à l’approche du centre-ville, l’altitude passant brusquement de quatre-vingt-quatre mètres dans le quartier des Cherchefeuilles, approximativement centré sur le territoire à seulement trente-sept mètres dans le parc du lycée, distant de seulement un kilomètre au sud-est et dans le parc de Grand-Vaux, distant de mille six cents mètres au sud-ouest.
Le sous-sol est caractéristique de l’ensemble du Bassin parisien avec une succession de couches de meulière, de limon, d’argile et de calcaire au plus profond.

### Hydrographie

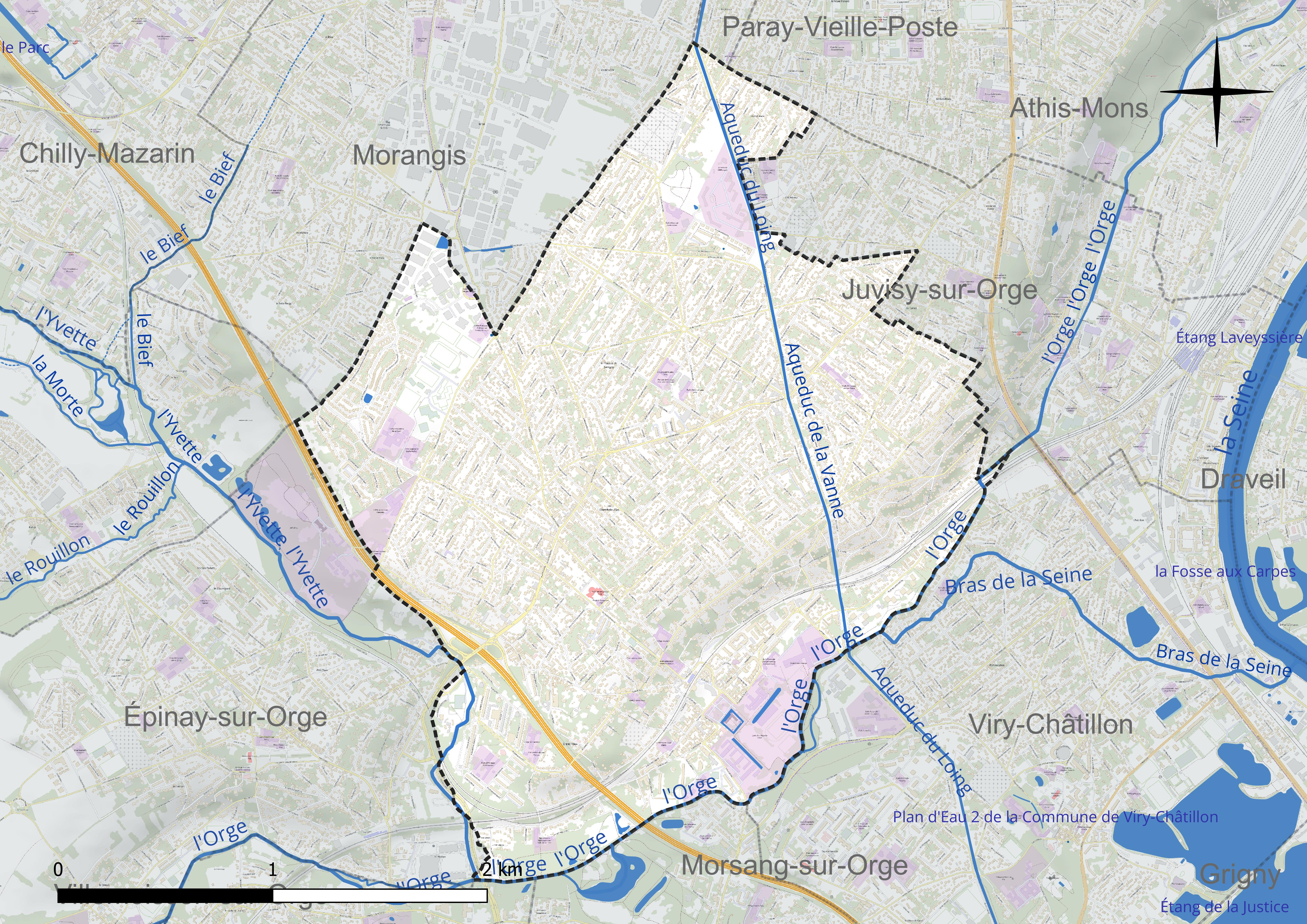
Carte hydrographique de la commune.

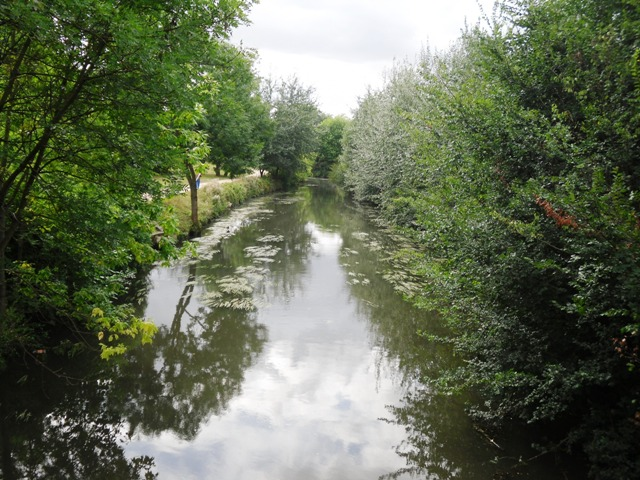
L’Orge à la limite avec Viry-Châtillon.

Savigny-sur-Orge est implantée sur le coteau nord de la vallée de l’Orge qui marque la frontière sud et sud-est avec les communes de Morsang-sur-Orge et Viry-Châtillon, la rivière parcourt ainsi trois kilomètres et trois cents mètres sur le territoire commun.
Son affluent l’Yvette sert lui aussi de frontière avec la commune d’Épinay-sur-Orge au sud-ouest et forme une boucle dans le quartier de Grand-Vaux sur une longueur de neuf cents mètres.
Au sud du territoire, dans le parc de l’ancien château aujourd’hui occupé par le lycée Jean-Baptiste Corot se trouvent deux canaux et les douves. Un bassin de retenue des eaux de pluie a été aménagé sur le plateau en bordure de l’avenue du Garigliano et un autre à l’intersection des avenues du Général Friant et du Général Louis Morand.
Du sud au nord-est coule dans des canalisations souterraines l’aqueduc de la Vanne et du Loing relié au réservoir de Montsouris pour l’alimentation de Paris en eau potable.

### Climat
Pour des articles plus généraux, voir Climat de l'Île-de-France et Climat de l'Essonne.
En 2010, le climat de la commune est de type climat océanique dégradé des plaines du Centre et du Nord, selon une étude du CNRS s'appuyant sur une série de données couvrant la période 1971-2000. En 2020, Météo-France publie une typologie des climats de la France métropolitaine dans laquelle la commune est exposée à un climat océanique altéré et est dans la région climatique Sud-ouest du bassin Parisien, caractérisée par une faible pluviométrie, notamment au printemps (120 à 150 mm) et un hiver froid (3,5 °C).
Pour la période 1971-2000, la température annuelle moyenne est de 11,8 °C, avec une amplitude thermique annuelle de 15,4 °C. Le cumul annuel moyen de précipitations est de 663 mm, avec 10,9 jours de précipitations en janvier et 7,7 jours en juillet. Pour la période 1991-2020, la température moyenne annuelle observée sur la station météorologique la plus proche, située à Épinay-sur-Orge à 2 km à vol d'oiseau, est de 11,5 °C et le cumul annuel moyen de précipitations est de 694,4 mm,. Pour l'avenir, les paramètres climatiques de la commune estimés pour 2050 selon différents scénarios d'émission de gaz à effet de serre sont consultables sur un site dédié publié par Météo-France en novembre 2022.
| Mois                                  | jan.             | fév.             | mars          | avril           | mai             | juin         | jui.           | août           | sep.            | oct.            | nov.             | déc.           | année      |
| ------------------------------------- | ---------------- | ---------------- | ------------- | --------------- | --------------- | ------------ | -------------- | -------------- | --------------- | --------------- | ---------------- | -------------- | ---------- |
| Température minimale moyenne (°C)     | 1,2              | 1,2              | 3,3           | 4,9             | 9,1             | 11,9         | 13,9           | 14,1           | 10,2            | 7,2             | 3,7              | 2,1            | 6,9        |
| Température moyenne (°C)              | 4,2              | 4,9              | 8,2           | 10,2            | 14,5            | 17,6         | 19,7           | 20,1           | 15,4            | 11,5            | 7,1              | 4,8            | 11,5       |
| Température maximale moyenne (°C)     | 7,2              | 8,8              | 13,1          | 15,6            | 20              | 23,2         | 25,5           | 26,2           | 20,7            | 15,8            | 10,5             | 7,5            | 16,2       |
| Record de froid (°C) date du record   | −17,5 17.01.1985 | −12,5 07.02.1991 | −8 08.03.1971 | −4 11.04.03     | −0,3 03.05.1967 | 1 04.06.1991 | 5,4 04.07.1984 | 4,5 31.08.1986 | 1,5 30.09.02    | −3,5 30.10.1985 | −10,5 24.11.1998 | −12 31.12.1970 | −17,5 1985 |
| Record de chaleur (°C) date du record | 17,2 30.01.1973  | 21 24.02.1990    | 26 29.03.1989 | 28,5 30.04.1994 | 30,5 13.05.1998 | 36 26.06.01  | 37 21.07.1995  | 40,5 12.08.03  | 32,8 05.09.1973 | 29,5 01.10.1985 | 24,5 15.11.1971  | 17 21.12.1973  | 40,5 2003  |
| Précipitations (mm)                   | 57,5             | 50,8             | 51,4          | 48,6            | 64,2            | 57,1         | 55,9           | 65             | 49,8            | 59,7            | 61,3             | 73,1           | 694,4      |

## Urbanisme

### Typologie
Au 1er janvier 2024, Savigny-sur-Orge est catégorisée grand centre urbain, selon la nouvelle grille communale de densité à sept niveaux définie par l'Insee en 2022.
Elle appartient à l'unité urbaine de Paris, une agglomération inter-départementale regroupant 407  communes, dont elle est une commune de la banlieue,,. 
Par ailleurs la commune fait partie de l'aire d'attraction de Paris, dont elle est une commune du pôle principal,. Cette aire regroupe 1 929 communes,.

### Occupation des sols

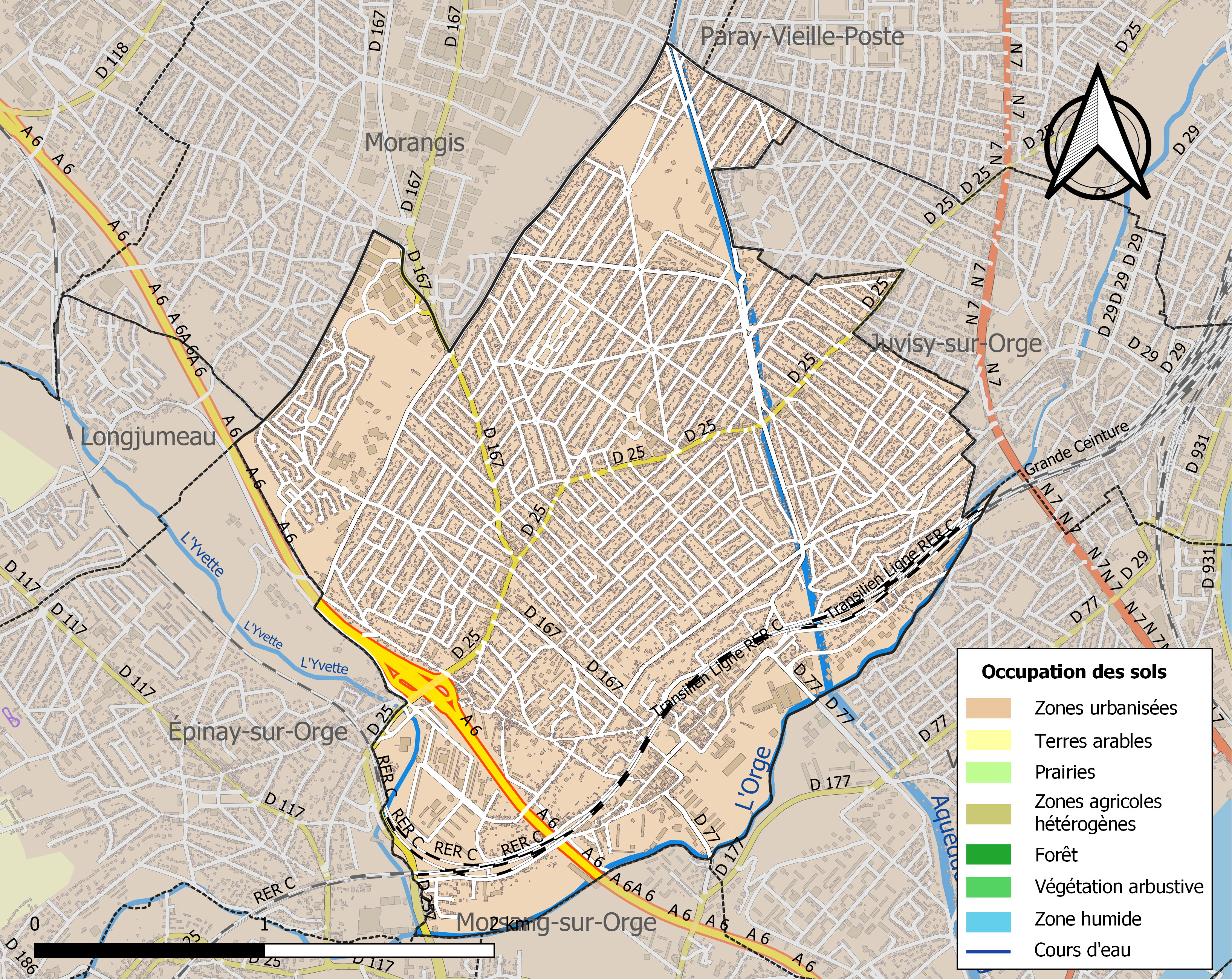
Carte des infrastructures et de l'occupation des sols de la commune en 2018 (CLC).

| Type d’occupation           | Pourcentage | Superficie (en hectares) |
| --------------------------- | ----------- | ------------------------ |
| Espace urbain construit     | 88,8 %      | 616,52                   |
| Espace urbain non construit | 9,2 %       | 64,02                    |
| Espace rural                | 2,0 %       | 13,98                    |
| Source : Iaurif-MOS 2008    |             |                          |

### Lieux-dits, écarts et quartiers
Savigny-sur-Orge est divisée en plusieurs quartiers, historiquement, le centre-ville est implanté au sud à proximité du cours de l’Orge, il a été complété au fur et à mesure de l’urbanisation par le quartier pavillonnaire du Plateau puis des Cherchefeuilles au sud, par le grand ensemble de Grand Vaux au sud-ouest et par le quartier de Clair Village ainsi que par la zone d'aménagement concerté des Gâtines au nord-ouest et par le quartier Champagne et des Prés Saint-Martin à l’est et de la Voie Verte au nord-est.
Les quartiers de Grand Vaux et des Prés Saint-Martin, non classifiés comme zone urbaine sensible, ont toutefois été intégrés dans un contrat urbain de cohésion sociale. Depuis 2015, seul le premier est devenu un quartier prioritaire,.

### Habitat et logement

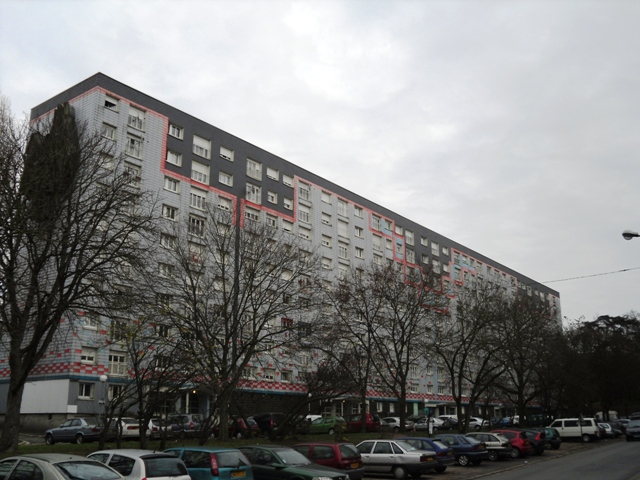
Une barre d’immeuble du grand ensemble de Grand Vaux.

En 2018, le nombre total de logements dans la commune était de 16 835, alors qu'il était de 16 555 en 2013 et de 16 355 en 2008.
Parmi ces logements, 91,3 % étaient des résidences principales, 1,4 % des résidences secondaires et 7,3 % des logements vacants. Ces logements étaient pour 52,5 % d'entre eux des maisons individuelles et pour 46 % des appartements.
Le nombre de logements sociaux était de 2 000 (13,1 % du parc des résidences principales) en 2008, et a augmenté pour atteindre 2 287 logements en 2018 (14,5 %) mais n'atteint toujours pas le minimum légal prévue par l'article 55 de la Loi SRU de 2000. De ce fait, la commune est astreinte au paiement d'une pénalité financière annuelle, qui s'est élevée à 266 827 € en 2018
Le tableau ci-dessous présente la typologie des logements à Savigny-sur-Orge en 2018 en comparaison avec celle de l'Essonne et de la France entière. Une caractéristique marquante du parc de logements est ainsi une proportion de résidences secondaires et logements occasionnels (1,4 %) inférieure à celle du département (1,6 %) mais supérieure à celle de la France entière (9,7 %). Concernant le statut d'occupation de ces logements, 62,7 % des habitants de la commune sont propriétaires de leur logement (65,8 % en 2013), contre 58,7 % pour l'Essonne et 57,5 pour la France entière.
| Typologie                                               | Savigny-sur-Orge | Essonne | France entière |
| ------------------------------------------------------- | ---------------- | ------- | -------------- |
| Résidences principales (en %)                           | 91,3             | 91,9    | 82,1           |
| Résidences secondaires et logements occasionnels (en %) | 1,4              | 1,6     | 9,7            |
| Logements vacants (en %)                                | 7,3              | 6,5     | 8,2            |

### Voies de communication et transports

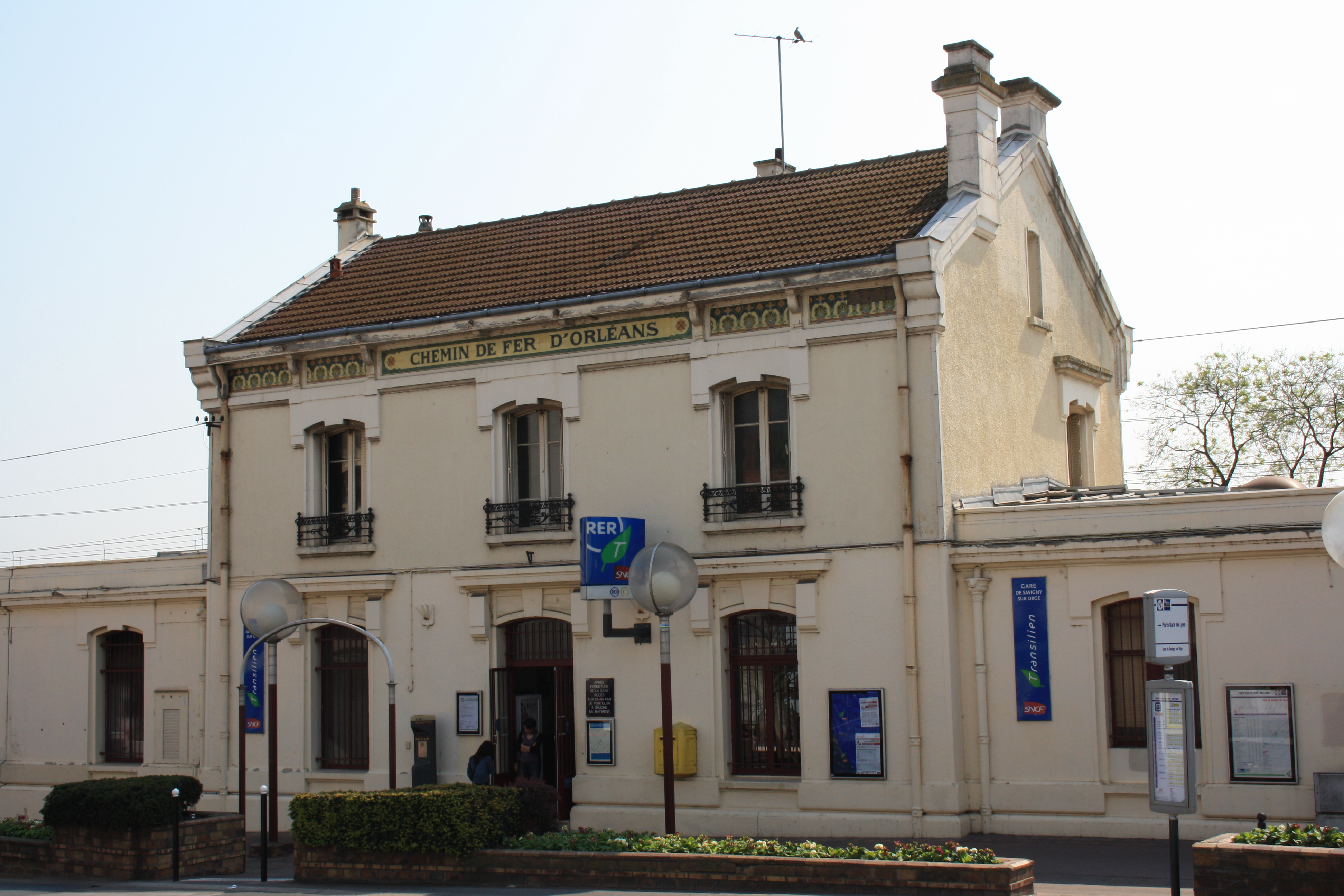
La gare de Savigny-sur-Orge.

Placée à la confluence de deux cours d’eau, Savigny-sur-Orge a toujours été à proximité d’importantes routes commerciales. Aujourd’hui, son territoire est parcouru ou traversé par plusieurs voies routières et ferrées et par un maillage de transports en commun relativement dense.
La commune dispose ainsi de la gare de Savigny-sur-Orge reliée à la ligne C du RER complétée dans la commune voisine d’Épinay-sur-Orge par la gare de Petit Vaux. Le T12 devrait à terme prévoir la création d’une station Épinay à proximité du quartier de Grand Vaux.
À l’extrême ouest passe l’autoroute A6, la commune disposant de l’échangeur numéro 6 à proximité de Petit Vaux et du centre-ville. À l’est, tout proche de la Cité du panorama passe sur le territoire de la commune voisine Juvisy-sur-Orge l’ancienne route nationale 7, ces deux voies majeures sont ensuite reliées entre elles par plusieurs routes départementales, du nord au sud passant par Savigny-sur-Orge, la RD 167 qui prend l’appellation d’Avenue Jean Allemane, la RD 25 qui est appelée Boulevard Aristide Briand et la RD 77 qui passe par le centre-ville en s’écartant du cours de l’Orge.
Ce réseau routier est emprunté quotidiennement par plusieurs lignes d’autobus parmi lesquelles les lignes DM7S et DM22 du réseau de bus Évry Centre Essonne, M21A, M21B et M21S du réseau de bus Cœur d'Essonne qui assurent la desserte locale vers les villes voisines de Morsang-sur-Orge, Viry-Châtillon et Grigny, les lignes du réseau de bus RATP 292, 385, 486 et 492, et assurant la continuité de service de nuit, la ligne N131 du réseau Noctilien.
Enfin, la commune n’est située qu’à cinq kilomètres au sud de l’aéroport Paris-Orly et trente-neuf kilomètres au sud-ouest de l’aéroport Paris-Charles-de-Gaulle.

## Toponymie
Attesté sous le nom Savini vers 1100, Savignaicum en 1151, Saviniacus en 1152, Saviniacum en 1307.
Le nom de Savigny-sur-Orge viendrait de la présence à l’époque gallo-romaine d’un propriétaire terrien originaire de la Sabine et dénommé Sabinus qui évolua vers l’appellation Savinus puis la graphie actuelle. Créée en 1793, la commune ajouta la mention du cours d’eau l’Orge en 1801 pour se distinguer des nombreuses autres communes homonymes.
Mais en latin Sabinum signifie « vin du pays des sabins », on peut remarquer que onze Savigny se situent dans des pays de vin et qu’il en est de même pour les Savignac du Sud-Ouest. À Savigny-sur-orge, les coteaux ont longtemps été couverts de vignes et de nombreux documents attestent que la profession de vigneron était très répandue à Savigny.

## Histoire

### Préhistoire
Des vestiges de silex taillé, des pierres polies, de bronze et de céramique certifient la présence humaine dès le néolithique et jusqu’à l’époque celtique. 

### Antiquité
L’origine latine du nom semble indiquer la présence d’un propriétaire terrien à l’époque gallo-romaine. Des pièces en bronze découvertes attestent d’une concentration humaine aux IIIe et IVe siècles. Au Moyen Âge, des moines de l’abbaye Notre-Dame-des-Champs développent un moustier aux Prés-Saint-Martin.

### Moyen Âge
Longtemps, Savigny n'est qu’un petit village groupé autour du château seigneurial, le territoire comme celui des bourgs voisins est alors occupé par de vastes champs sur le plateau, de vignes et de vergers sur les coteaux et d’herbages dans la vallée de l’Orge. Au XIe siècle est élevée la première chapelle seigneuriale.
Au XIIe siècle est construite sur le plateau la ferme de Champagne. L’église Saint-Martin est bâtie à cette époque par les moines de l’abbaye de Longpont. Pendant la guerre de Cent Ans, l’église comme beaucoup d’autres de la région est ravagée puis reconstruite. En 1493, l’église agrandie est consacrée à saint Martin. En 1587 sont installées quatre cloches à Saint-Martin.
Le membre de Savigny est rattaché au prieuré hospitalier de Saint-Jean en l'Île-lez-Corbeil, en 1353, par Guillaume de Mailg.
Dans un bail datant de 1466, Renaud Gorre, commandeur du prieuré hospitalier de Saint-Jean de Latran, déclare affermer pour neuf ans à un certain Germain Amaury, laboureur à Chasseney, la métairie avec étables, grange, cour, jardin fermé de murs, moulin à vent et 720 arpents de terre labourable à Montrouge, 10 arpents de près à Chantilly et à Savigny-sur-Orge, contre un fermage de 2,5 muids de blé, 1,5 muids d'avoine, un sétier de grosses féves et quatre douzaines de pignons,.

### Temps modernes

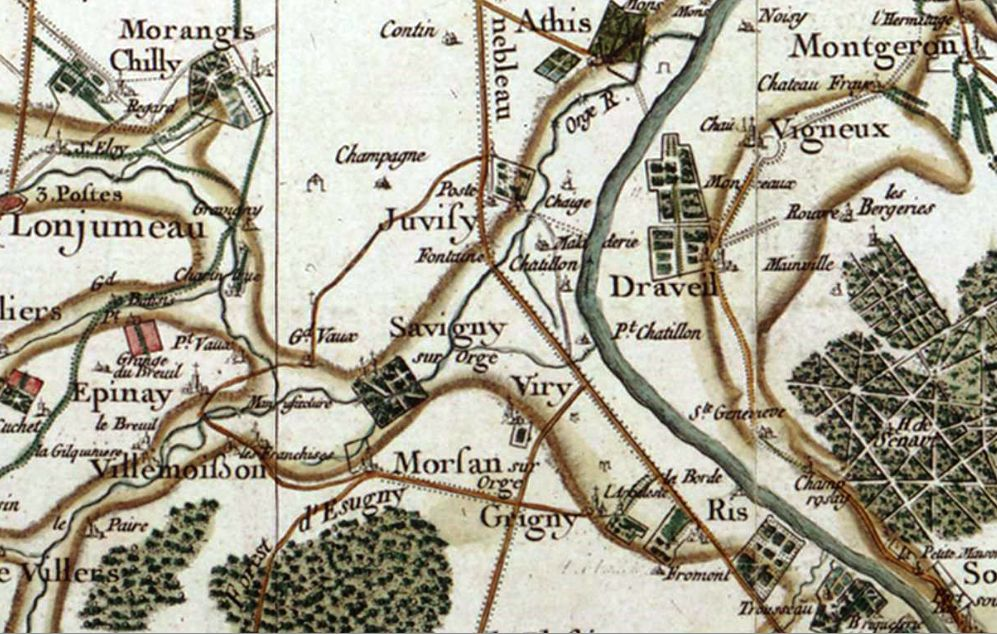
Carte de la région de Savigny au XVIIe siècle par Cassini.

Au XVIIIe siècle, Marie-Nicolas Pigeon, avocat au Parlement de Paris fait construire le domaine de Courte-rente. Entre 1635 et 1797, le domaine de Grand Vaux passe entre différentes mains.

### Révolution française et Empire
Lors de l'époque révolutionnaire, Pierre Vigier achète le domaine en 1797 et l’agrandit jusqu’à sa mort en 1817, le parc couvrant alors cent hectares. En 1801, Pauline de Beaumont loue le domaine de Courte-rente pour abriter ses amours avec François-René de Chateaubriand. En 1802, Louis Nicolas Davout achète le château de Savigny et y fait d’importants travaux.

### Époque contemporaine
En 1834, la commune se dote d’une mairie aménagée dans la première école. En 1847, elle construisit un nouveau bâtiment pour accueillir la mairie, l’école et le presbytère. La même année, la maréchale Davout fait don à la commune d’une école de filles.
En 1854, Charles Petit, propriétaire de la ferme de Champagne crée une usine d’expérimentation de distillation de la betterave sucrière. En 1855, Louis Adolf Duval, futur maire de la commune fonde une manufacture de fleurs artificielles. En 1869, la reine d’Espagne Isabelle II en exil séjourne au château de Savigny.
En 1883, une nouvelle école est construite.
Savigny bénéficie à la fin du XIXe siècle de l’arrivée de la ligne de la grande ceinture de Paris avec la construction d’une gare sur son territoire en 1888.

#### Première Guerre mondiale
En 1914, Savigny fait partie du camp retranché de Paris, dont le Plan de défense, adopté le 10 juillet 1914, entraîne le creusement de tranchées et des travaux de fortification à la ferme Champagne.
En 1916, madame Petit, devenue veuve, loue la ferme de Champagne à l'Union des colonies étrangères qui la transforme en centre de rééducation des victimes de guerre, inaugurée en 1917 par le président de la République Raymond Poincaré. Grâce aux 50 hectares de terres de la « ferme des mutilés », les médecins travaillent à la rééducation des blessés par le biais de l'agriculture. Le château de Grand Vaux accueille, du 14 août 1914 au 1er mars 1916, grâce à la générosité de madame Darlu, un hôpital de 20 lits, l'Hôpital auxiliaire de la société de secours aux blessés militaires (HASSBM) no 84, tandis que madame Duparchy ouvrit, au château de Savigny, dit « château Davout », un hôpital de 20 lits également, l'hôpital auxiliaire de la société de secours aux blessés militaires (HASSBM) no 1 4, qui fonctionne de septembre 1914 au 15 juillet 1918.
Madame Duparchy reçoit, à ce titre, en 1921, la médaille d'or des Épidémies de la Croix-Rouge.
La même année, le projet de monument aux morts de monsieur Roblot, statuaire à Épinay-sur-Orge, remporte le concours lancé par la municipalité avec un budget de 24 000 F. L'ouvrage est inauguré le 29 octobre 1922.

#### L'Entre-deux-guerres
Au sortir de la Première Guerre mondiale, l’afflux de provinciaux dans la région capitale et la politique en faveur du logement social modifièrent la physionomie de la commune. Entre 1923 et 1935, des lotissements pavillonnaires remplacent les champs et vergers au nord et à l’est du centre-ville, d’abord pour la villégiature des Parisiens puis pour le logement des nouveaux employés et ouvriers.
Outre la construction d’équipements publics, la viabilisation des nouveaux quartiers est entreprise à partir de 1928 et des 1931, près de 70 % des Saviniens résidaient sur le plateau. En 1929, pour accompagner cette croissance démographique, est construit le groupe scolaire Jules-Ferry, suivi en 1931 par l’église Sainte-Thérèse et en 1936 par le groupe Aristide-Briand. En 1930 est ouverte une des premières salles de cinéma de la région, l’Excelsior.
La conclusion des accords de Munich fin septembre 1938 suscite un soulagement et une joie profonde : le conseil municipal attribue le nom de Neville-Chamberlain à une des rues de la ville dans les jours qui suivent.

#### Seconde Guerre mondiale
En 1942, la mairie est transférée dans une ancienne ferme, plus vaste. Durant la Seconde Guerre mondiale, les résistants Georgette et Francis Remoissenet et Fernande et Paul Arnoult s’illustrèrent par l’aide qu’ils apportèrent aux persécutés, ils ont ainsi été élevés au rang de « Juste parmi les nations »,.

#### L'Après-guerre et les Trente glorieuse
Entre 1945 et 1972, la ferme de Champagne, devenue propriété du Ministère de la Justice sert de centre d’éducation surveillée pour mineurs délinquants.
En 1947, le ministère de l'Éducation nationale, propriétaire du château de Savigny, y installe une annexe du lycée Lakanal de Sceaux. En 1953, cette annexe devient le lycée autonome Jean-Baptiste-Corot.
Les Trente Glorieuses entraînèrent un nouvel afflux de population, rapidement logée dans les grands ensembles implantés dans le parc du château de Grand Vaux entre 1960 et 1966, à Clair Village entre 1967 et 1971 et aux Prés-Saint-Martin entre 1970 et 1972. Les groupes scolaires Kennedy et Saint-Exupéry ainsi que l’église Notre-Dame-de-l’Espérance accompagnèrent cette urbanisation entre 1962 et 1964.
Entre 1953 et 1960, le parc de Grand Vaux est coupé en deux par la nouvelle autoroute A6 qui relie ainsi directement la commune aux portes de Paris.
Le 24 mai 1969, Savigny-sur-Orge accueille un meeting de campagne du candidat Georges Pompidou.
Entre 1978 et 1979, Savigny-sur-Orge est à nouveau sous le feu des projecteurs lors de l’affaire Empain.
L’urbanisation s’acheve en 1992 avec l’aménagement de la zone d'aménagement concerté des Gâtines. En 1999, la commune se dote d’un nouvel hôtel de ville.

#### LeXXIesiècle
Savigny-sur-Orge est la première ville à avoir pris la décision d’un couvre-feu de vingt-deux heures à sept heures du matin pour les mineurs, lors des émeutes de 2005 dans les banlieues françaises[réf. nécessaire].

## Politique et administration

### Rattachements administratifs et électoraux

#### Rattachements administratifs
Antérieurement à la loi du 10 juillet 1964, la commune faisait partie du département de Seine-et-Oise. La réorganisation de la région parisienne en 1964 fit que la commune appartient désormais au département de l'Essonne et à son arrondissement de Palaiseau après un transfert administratif effectif au 1er janvier 1968.
Elle faisait partie de 1801 à 1964 du canton de Longjumeau , année où elle devient le chef-lieu du canton de Savigny-sur-Orge, mais une partie de la commune est rattachée au canton de Juvisy-sur-Orge. Dans le cadre du redécoupage cantonal de 2014 en France, cette circonscription administrative territoriale a disparu, et le canton n'est plus qu'une circonscription électorale.

#### Rattachements électoraux
Pour les élections départementales, la commune est depuis 2014 le bureau centralisateur du canton de Savigny-sur-Orge, qui comprend la totalité de la ville ainsi que les communes de Morangis et de Wissous.
Pour l'élection des députés, la ville fait partie de la Septième circonscription de l'Essonne.

### Intercommunalité
La commune a été contrainte d'adhérer en 2013 à la Communauté d'agglomération Les Portes de l'Essonne (CALPE),.
Dans le cadre de la mise en place de la Métropole du Grand Paris, les communes de la CALPE ont souhaité rejoindre la métropole,, ce qui prend effet le 1er janvier 2016,.
La loi portant nouvelle organisation territoriale de la République du 7 août 2015 (Loi NOTRe) prévoit également la création le 1er janvier 2016 d'établissements publics territoriaux (EPT), qui regroupent l'ensemble des communes de la métropole à l'exception de Paris, et assurent des fonctions de proximité en matière de politique de la ville, d'équipements culturels, socioculturels, socio-éducatifs et sportifs, d'eau et assainissement, de gestion des déchets ménagers et d'action sociale, et exerçant également les compétences que les communes avaient transférées aux intercommunalités supprimées
Les Portes de l'Essonne rejoignent donc (avec Viry-Chatillon, mais également Paray-Vieille-Poste) l'Établissement public territorial Grand-Orly Seine Bièvre dont fait désormais partie la commune. Toutefois, les conseils municipaux de Viry, Juvisy et Savigny ont délibéré en 2018 pour demander à sortir de l'EPT au profit d'une intercommunalité de taille plus réduite, ce qui n'est pas prévu par la législation applicable.

### Tendances et résultats politiques
Ancienne commune de la « Ceinture Rouge » de Paris, Savigny-sur-Orge se caractérise aujourd’hui par un électorat relativement ancré à droite quels que soient les scrutins organisés. Toutefois, lors des élections municipales de 2020, la ville passe à Europe Écologie Les Verts.
L’analyse des résultats des élections organisées au cours de la décennie 2001-2010 montre ainsi une nette avance des candidats de la droite gouvernementale avec en 2001 des scores importants pour le maire sortant Jean Marsaudon et la conseillère générale avec respectivement 52,17 % et 58,55 % des suffrages.
En 2002, le candidat Jacques Chirac y obtint près de 85 % des bulletins de vote soit deux points de plus qu’au niveau national et les électeurs avaient écarté le candidat frontiste dès le premier tour au profit de Lionel Jospin. La même année, le député maire sortant obtenait une large victoire face à son adversaire socialiste.
En 2004, comme sur l’ensemble du territoire, les élections furent favorables à la gauche avec des victoires du candidat socialiste sur le tiers de la commune concernée par les élections cantonales, et la nette avance des candidats socialistes aux élections régionales et européennes. En 2006, l’élection cantonale partielle vit cependant une nouvelle victoire de la droite, confirmée par les scores importants, bien qu’en baisse, des candidats de la majorité présidentielle.
En 2008, bien qu’élu une nouvelle fois au premier tour, le maire sortant voyait une importante érosion de son électorat, dans les mêmes proportions que pour les élections cantonales où la droite peina à dépasser les 50 % des suffrages. L’année 2009 vit comme partout dans la région la nette avance du mouvement populaire et la percée du mouvement Europe Écologie, toutefois onze points derrière.
En 2005, les électeurs saviniens ont rejeté à 50,11 % le traité de Lisbonne alors qu’ils avaient approuvé à 54,17 % le traité de Maastricht.

#### Élections présidentielles
Résultats des seconds tours
- Élection présidentielle de 2002 : 84,51 % pour Jacques Chirac (RPR), 15,49 % pour Jean-Marie Le Pen (FN), 82,08 % de participation[55].
- Élection présidentielle de 2007 : 53,66 % pour Nicolas Sarkozy (UMP), 46,34 % pour Ségolène Royal (PS), 85,49 % de participation[56].
- Élection présidentielle de 2012 : 52,07 % pour François Hollande (PS), 47,93 % pour Nicolas Sarkozy (UMP), 81,56 % de participation[57].
- Élection présidentielle de 2017 : 72,77 % pour Emmanuel Macron (LREM), 27,23 % pour Marine Le Pen (FN), 72,89 % de participation.
- Élection présidentielle de 2022 : 64,89 % pour Emmanuel Macron (LREM), 35,11 % pour Marine Le Pen (RN), 70,92 % de participation.

#### Élections législatives
Résultats des seconds tours
- Élections législatives de 2002 : 58,27 % pour Jean Marsaudon (UMP), 41,73 % pour Gabriel Amard (PS), 64,07 % de participation[58].
- Élections législatives de 2007 : 55,77 % pour Jean Marsaudon (UMP), 44,23 % pour Simone Mathieu (PS), 59,43 % de participation[59].
- Élections législatives de 2012 : 52,67 % pour Éva Sas (EÉLV), 47,33 % pour Françoise Briand (UMP), 57,62 % de participation[60].
- Élections législatives de 2017 : 51,09 % pour Robin Reda (LR), 48,91 % pour Muriel Kernreuter (LREM), 41,03 % de participation.

#### Élections européennes
Résultats des deux meilleurs scores
- Élections européennes de 2004 : 28,24 % pour Harlem Désir (PS), 16,97 % pour Patrick Gaubert (UMP), 46,45 % de participation[61].
- Élections européennes de 2009 : 28,79 % pour Michel Barnier (UMP), 17,60 % pour Daniel Cohn-Bendit (Europe Écologie), 42,19 % de participation[62].
- Élections européennes de 2014 : 21,57 % pour Aymeric Chauprade (FN), 21,21 % pour Alain Lamassoure (UMP), 43,42 % de participation[63].
- Élections européennes de 2019 : 22,76 % pour Nathalie Loiseau (LREM), 18,27 % pour Jordan Bardella (RN), 50,60 % de participation.

#### Élections régionales
Résultats des deux meilleurs scores
- Élections régionales de 2004 : 48,94 % pour Jean-Paul Huchon (PS), 39,95 % pour Jean-François Copé (UMP), 68,49 % de participation[64].
- Élections régionales de 2010 : 56,59 % pour Jean-Paul Huchon (PS), 43,41 % pour Valérie Pécresse (UMP), 48,76 % de participation[65].
- Élections régionales de 2015 : 40,95 % pour Claude Bartolone (PS), 40,18 % pour Valérie Pécresse (LR), 55,78 % de participation[66].
- Élections régionales de 2021 : 43,43 % pour Valérie Pécresse (SL), 31,93 % pour Julien Bayou (EÉLV), 31,83 % de participation.

#### Élections cantonales et départementales
Résultats des seconds tours pour le canton de Savigny-sur-Orge
- Élections cantonales de 2001 : 58,55 % pour Simone Dussart (UDF), 41,45 % pour Élisabeth Roze des Ordons (PS), 43,69 % de participation[67].
- Élections cantonales partielles de 2006 : 51,43 % pour Éric Mehlhorn (UMP), 48,57 % pour Jean-Marc Defremont (PS), 35,06 % de participation[68].
- Élections cantonales de 2008 : 50,83 % pour Éric Mehlhorn (UMP), 49,17 % pour Jean-Marc Defremont (PS), 44,24 % de participation[69].
- Élections départementales de 2015 : 70,07 % pour Éric Mehlhorn et Brigitte Vermillet (UMP), 29,93 % pour Michel Fesler et Audrey Guibert (FN), 46,01 % de participation[70].
- Élections départementales de 2021 : 57,12 % pour Alexis Teillet (SL) et Brigitte Vermillet (LR), 42,88 % pour Ludovic Briey (EÉLV) et Zohra Toualbi (PS), 31,94 % de participation.

Résultats des seconds tours pour la partie est de Savigny-sur-Orge
- Élections cantonales de 2004 : 51,20 % pour Étienne Chauffour (PS), 48,80 % pour Charley Josquin (UMP), 68,15 % de participation[72].
- Élections cantonales de 2011 : 58,45 % pour Étienne Chauffour (PS), 41,55 % pour Jean Merey (FN), 41,20 % de participation[73].

#### Élections municipales
- Élections municipales de 2001 : 52,17 % pour Jean Marsaudon (RPR) élu au premier tour ; 33,29 % pour Élisabeth Roze des Ordons (PS) ; 55,65 % de participation[74].

- Élections municipales de 2008 : 50,12 % pour Jean Marsaudon (UMP) élu au premier tour ; 38,80 % pour David Fabre (DVG) ; 55,87 % de participation[75].

- Lors du second tour des élections municipales de 2014 où quatre listes étaient en présence, la liste UMP menée par Éric Mehlhorn obtient la majorité des suffrages exprimés, avec 5 366 voix (38,13 %, 28 conseillers municipaux élus dont 13 communautaires), devançant largement celles menées respectivement par[76] :

- Pierre Guyard (PS-PCF-EELV, 4 595 voix, 32,65 %, 6 conseillers municipaux élus dont 3 communautaires) :
- Laurence Spicher-Bernier, maire sortante (UDI, 2 500 voix, 17,76 %, 3 conseillers municipaux dont 1 élu) ;
- Audrey Guibert (FN, 1 610 voix, 11,44 %, 2 conseillers municipaux élus dont 1 communautaire).
Lors de ce scrutin,  37,89 % des électeurs se sont abstenus.
- Lors du second tour des élections municipales de 2020 dans l'Essonne[77],[78] où 4 listes étaient en présence, la liste EELV menée par Jean-Marc Defrémont obtient la majorité des suffrages exprimés, avec 2 628 voix (33,92 %, 27 conseillers municipaux élus dont 1 métropolitain), devançant les listes menées respectivement par[79],[80] :

- Éric Mehlhorn, maire sortant (LR 2 036 [voix, 26,28 %, 5 conseillers municipaux élus) ;
- Alexis Izard  (LREM, 1 732 voix, 22,35 %, 4 conseillers municipaux élus) ;
- Olivier Vagneux (DIV, 1 351 voix, 17,43 %, 3 conseillers municipaux élus).
Lors de ce scrutin, marqué par la Pandémie de Covid-19 en France, 64,40 % des électeurs se sont abstenus.
- En raison d'irrégularités dans la constitution d'une des listes de candidats lors des élections municipales de 2020 — liste éliminée dès le premier tour — où certaines personnes y figurant ont déclaré ne pas avoir accepté d'être candidat, le Conseil d'État a annulé le 1er octobre 2021 l'ensemble de ces élections, et de nouvelles élections municipales sont donc organisées[81],[82].

Lors du second tour de ces élections, qui s'est tenu le 12 décembre 2021, la liste LR  menée par Alexis Teillet a obtenu la majorité des suffrages exprimés, avec 3 009 voix (42,13 %), devançant les listes menées respectivement par, :

- Jean-Marc, maire invalidé (EELV, 2 783 voix, 38,98 %) ;
- Alexis Izard (LREM, 723 voix, 10,12 %) ;
- Olivier Vagneux (Divers, 626 voix, 8,76 %).
Lors de ce scrutin marqué par la pandémie de Covid-19 en France, 66,9 % des électeurs se sont abstenus.
Le candidat Olivier Vagneux a  contesté sans succès  le résultat de ces élections et a fait savoir qu'il contestait devant le Conseil d'État le jugement du tribunal administratif de juin 2022,.

#### Référendums
- Référendum de 2000 relatif au quinquennat présidentiel : 72,19 % pour le Oui, 27,81 % pour le Non, 30,29 % de participation[87].
- Référendum de 2005 relatif au traité établissant une Constitution pour l’Europe : 50,11 % pour le Non, 49,89 % pour le Oui, 71,11 % de participation[88].

### Administration municipale
Le conseil municipal est composé de trente-neuf élus, compte tenu du nombre de ses habitants.

### Liste des maires
| Période          | Période                       | Identité                          | Étiquette             | Qualité |
| ---------------- | ----------------------------- | --------------------------------- | --------------------- | --- |
| 1790             | 1791                          | Claude Magloire Henault           |                       | |
| 1791             | 1795                          | Charles Jacques Mezard            |                       | |
| 1795             | 1800                          | Louis Fontaine                    |                       | |
| 1800             | 1811                          | Charles Pierre Petit              |                       | |
| 1811             | 1821                          | Antoine Millet                    |                       | |
| 1821             | 1822                          | Edmé Victoire Hippolyte Cournol   |                       | |
| 1822             | 1823                          | Louis Nicolas Davout              |                       | maréchal d'Empire, pair de France |
| 1823             | 1831                          | comte Achille Pierre Félix Vigier |                       | député ; gendre de Louis Nicolas Davout |
| 1831             | 1835                          | Louis Marie Frédéric Bourdeau     |                       | |
| 1835             | 1840                          | Félix Buzot                       |                       | |
| 1840             | 1843                          | Jules Henri Petit                 |                       | |
| 1843             | 1846                          | Napoléon-Louis Davout             |                       | fils de Louis Nicolas Davout |
| 1846             | 1847                          | Jean Baptiste Morel               |                       | |
| 1847             | 1860                          | Louis Jacques Mézard              |                       | |
| 1860             | 1865                          | Etienne Gabriel Jousset           |                       | |
| 1865             | 1869                          | Charles Auguste Legendre          |                       | |
| 1869             | 1872                          | Charles Antoine Petit             |                       | |
| 1872             | 1876                          | Théophile Brigaudin               |                       | |
| 1876             | 1879                          | Isidore Marin Fialon              |                       | |
| 1879             | 1884                          | Louis Alexandre Perreau           |                       | |
| 1884             | 1888                          | Etienne François Ducrocq          |                       | |
| 1888             | 1896                          | Georges Clauss                    |                       | |
| 1896             | 1899                          | Edmond Mazier                     |                       | |
| 1899             | 1925                          | Edouard François Ferron           |                       | |
| 1925             | 1929                          | Clément Prosper Noël              |                       | |
| 1929             | 1935                          | René Legros                       |                       | employé à la Banque de France |
| 1935             | 1936                          | Jean Jamet                        | SFIO                  | Révoqué |
| 1936             | 1937                          | Raoul Lebon                       |                       | |
| 1937             | janvier 1938                  | Henri Poyet                       |                       | Mandat écourté par la dissolution du conseil municipal                                                                                           |
| 1938             | octobre 1939                  | Maurice Jacquet                   | PCF                   | tourneur outilleur Municipalité suspendue par le Gouvernement Daladier V après la signature du Pacte germano-soviétique                          |
| octobre 1939     | 1944                          | Auguste André                     |                       | Président de la délégation spéciale |
| 1944             | 1945                          | Maurice Jacquet                   | PCF                   | tourneur outilleur |
| mai 1945         | octobre 1947                  | Tarsile Sellier                   | PCF                   | |
| octobre 1947     | mars 1959                     | René Legros                       |                       | employé à la Banque de France |
| mars 1959        | mars 1965                     | Michel Ouzilleau                  |                       | chirurgien |
| mars 1965        | mars 1971                     | Paul Bonici                       | PCF                   | |
| mars 1971        | septembre 1980                | Raymond Brosseau                  | PCF                   | préparateur en pharmacie sénateur de l'Essonne (1975 → 1977) conseiller général de Savigny-sur-Orge (1967 → 1980) décédé en fonction             |
| novembre 1980    | mars 1983                     | Michel Bockelandt                 | PCF                   | conseiller général de Savigny-sur-Orge (1980 → 1982)                                                                                             |
| mars 1983        | septembre 2008                | Jean Marsaudon                    | RPR puis UMP          | ingénieur thermicien député de l'Essonne (7e circ.) (1993 → 2008) conseiller général de Savigny-sur-Orge (1983 → 1993) décédé en fonction        |
| septembre 2008   | avril 2014                    | Laurence Spicher-Bernier          | UMP puis PR puis CNIP | agent immobilier |
| avril 2014       | juillet 2020                  | Éric Mehlhorn                     | UMP → LR              | cadre conseiller général puis départemental de Savigny-sur-Orge (2006 → 2021) vice-président du conseil départemental de l'Essonne (2015 → 2021) |
| juillet 2020     | octobre 2021                  | Jean-Marc Defrémont               | EÉLV                  | Élections municipales annulées en octobre 2021.                                                                                                  |
| 17 décembre 2021 | En cours (au 21 février 2022) | Alexis Teillet                    | LR                    | Conseiller départemental de Savigny-sur-Orge (2021 →) Vice-président de l'EPT Grand-Orly Seine Bièvre (2022 →)                                   |

### Instance de démocratie participative
La commune a mis en place un conseil municipal des Jeunes.

### Distinctions et labels
Les actions d’embellissement de la commune lui ont valu d’être récompensée par trois fleurs au concours des villes et villages fleuris

## Équipements et services publics

### Enseignement

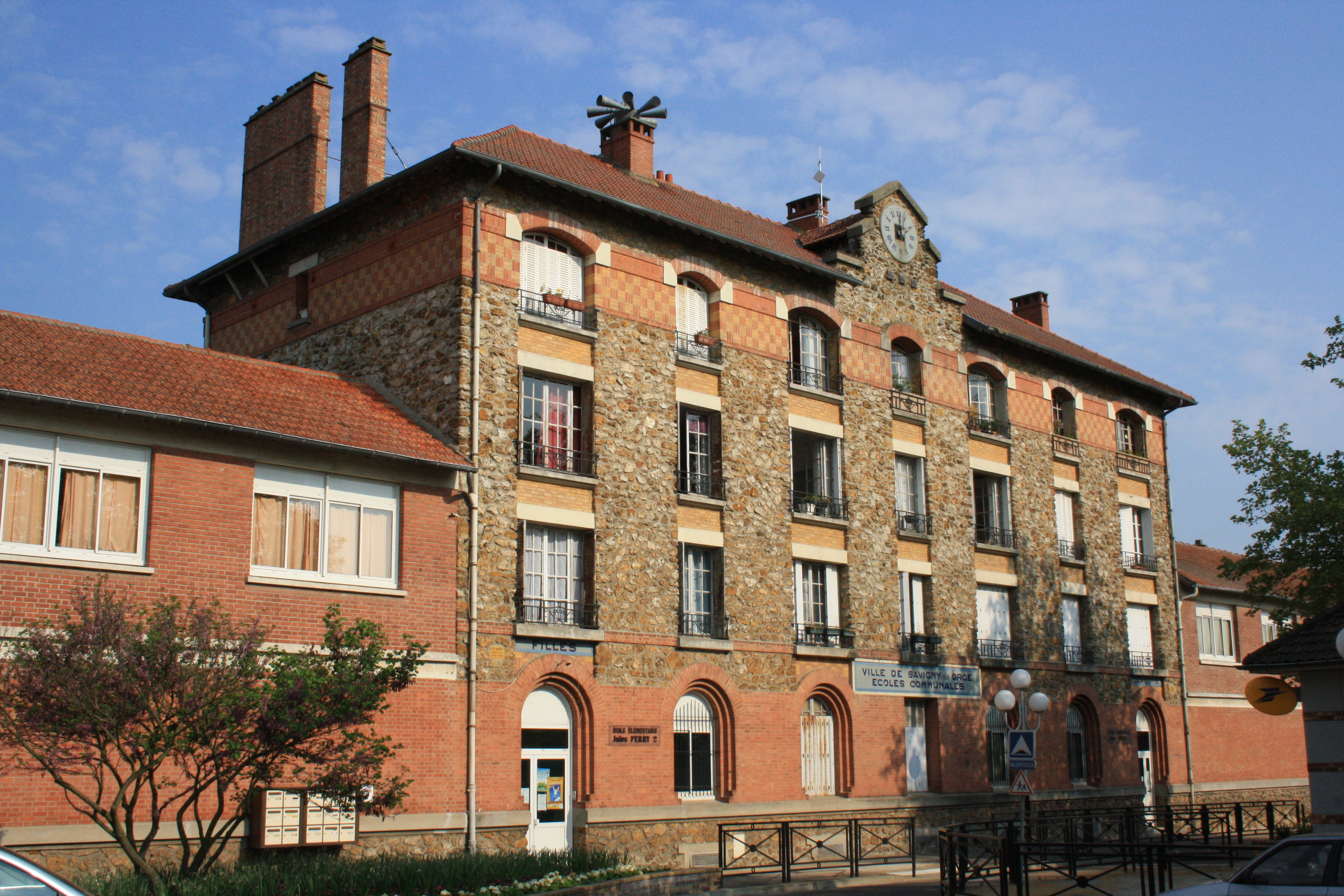
Le groupe scolaire Jules Ferry.

Les établissements scolaires de Savigny-sur-Orge sont rattachés à l’académie de Versailles.
En 2010, la commune dispose sur son territoire des écoles maternelles François-René de Chateaubriand, Paul Bert, Jean Mermoz, des Marguerite et de la Champagne, de l’école élémentaire Ferdinand Buisson, des écoles primaires Jules Ferry, Antoine de Saint-Exupéry, Aristide Briand, John Fitzgerald Kennedy et Louise Michel.
En 2009 toujours, deux écoles primaires privées sous contrat s’ajoutent à cette offre, l’école du Sacré-Cœur et l’école Cohen Tenoudji.
La poursuite d’études s’effectue ensuite dans les collèges de la commune Jean Mermoz, Paul Bert et des Gâtines-René Cassin, ce dernier disposant d’une section d'enseignement général et professionnel adapté puis dans les lycées général et technologique Jean-Baptiste Corot et polyvalent Gaspard Monge.
Les écoles Aristide Briand, Champagne, François-René de Chateaubriand, Jules Ferry, John Fitzgerald Kennedy, Louise Michel, des Marguerites, Jean Mermoz, Paul Bert et Antoine de Saint-Exupéry servent en dehors des périodes scolaires de centres de loisirs. S’ajoutent le centre de loisirs Charles Perrault et le centre de vacances « La Savinière », propriété de la commune depuis 1972 situé à La Tranche-sur-Mer.
À la même époque, les jeunes enfants sont accueillis dans les crèches collectives Les Moussaillons, Les Lutins et Les Dauphins, dans la crèche parentale des Petits sucres d’orge, dans la crèche d’entreprise des Petits Chaperons rouges ou dans le relais d'assistantes maternelles (RAM) affiliées à la crèche familiale. Une halte-garderie complète l’offre.
Trois maisons de quartier ont été mises en place à Grand Vaux, Prés-Saint-Martin et Sainte-Thérèse. La Fédération des conseils de parents d'élèves et la Fédération des parents d'élèves de l'enseignement public sont représentées dans les établissements de la commune. Un centre d'information et d'orientation est implanté dans la commune.

### Équipements culturels

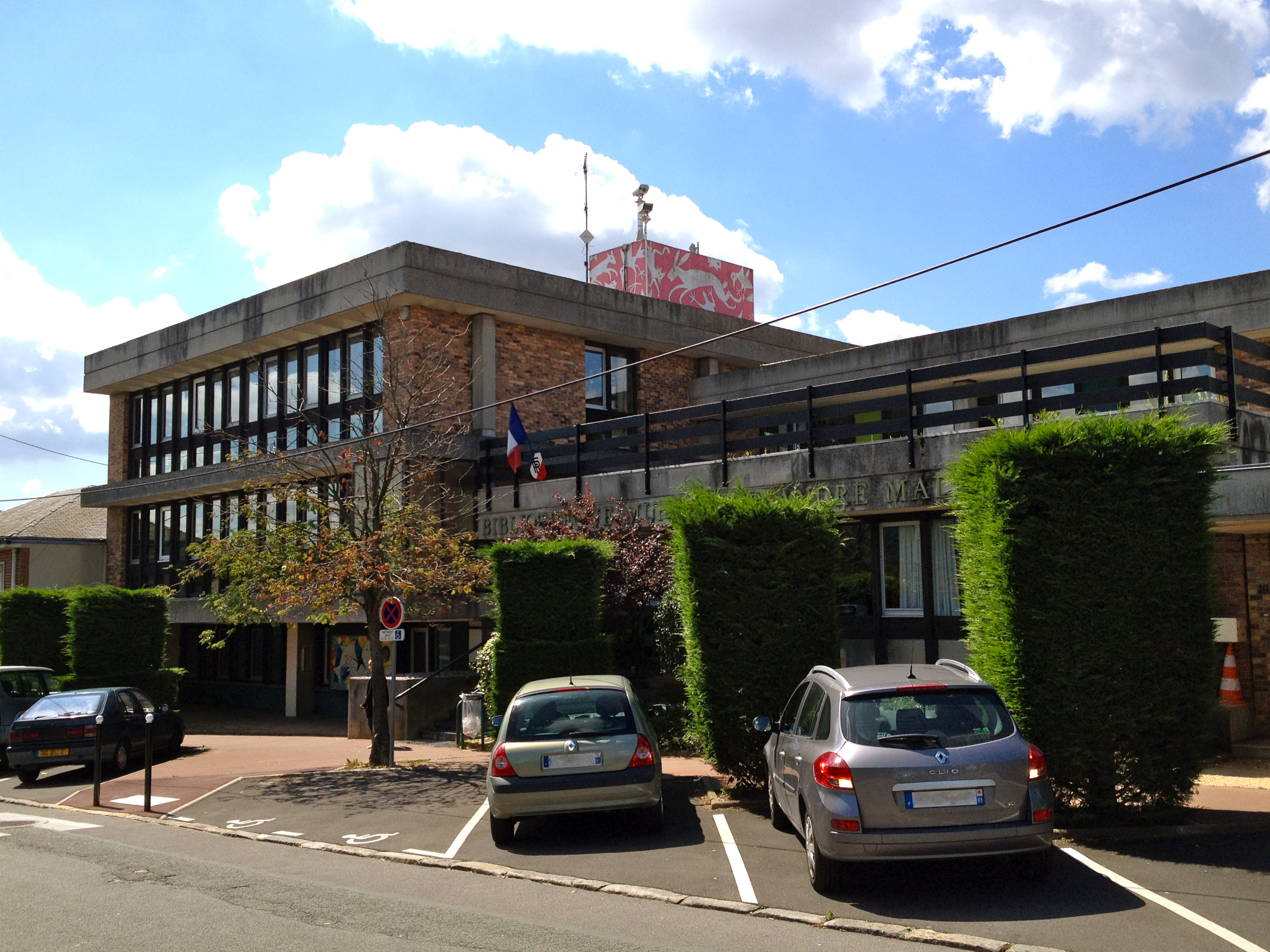
La bibliothèque André Malraux.

La commune de Savigny-sur-Orge dispose de plusieurs espaces d’accès et de pratique culturelle, dont la médiathèque André Malraux, le conservatoire de musique municipal Claude Debussy, l’école municipale d’arts plastiques, une salle des fêtes et le cinéma Excelsior Panorama. S’ajoute le musée municipal consacré au Maréchal Davout.

### Santé

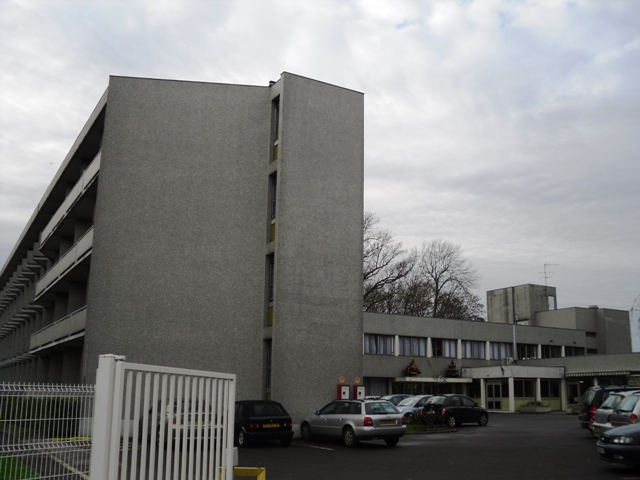
La maison de retraite Charaintru.

La commune ne dispose plus d’aucun établissement de santé. Toutefois, plusieurs structures d’accueil pour personnes handicapées y sont installées, le foyer Jacques Cœur, l’espace Simone Dussart pour personnes atteintes de la maladie d'Alzheimer et l’association « L’Oasis » qui propose un accueil de jour pour enfants autistes. Elle est en outre dotée de plusieurs lieux d’accueil pour personnes âgées dont l’Éhpad des Cèdres, la maison de retraite intercommunale Charaintru, la résidence César Franck, le foyer Lucien Midol et la maison d’accueil temporaire Marie Chauvet.
En 2013, deux centres de protection maternelle et infantile, sont installés dans la commune, complétés par un centre de planification familiale. Elle s’est par ailleurs dotée d’un service de soins infirmiers à domicile.
Soixante médecins sont recensés en 2009 et vingt-et-un chirurgiens-dentistes exercent dans la commune, douze pharmacies y sont implantées.

### Justice, sécurité, secours et défense
La sécurité des biens et des personnes est assurée par un commissariat de Police nationale et un centre de secours mixte.
L’organisation juridictionnelle rattache les justiciables saviniens au tribunal d’instance et au conseil de prud’hommes de Longjumeau, aux tribunaux de grande instance et de commerce d’Évry et à la cour d'appel de Paris.
En 2009, dix avocats, deux études de notaire et une société civile d’huissier de justice sont installés dans la commune.

### Autres services publics

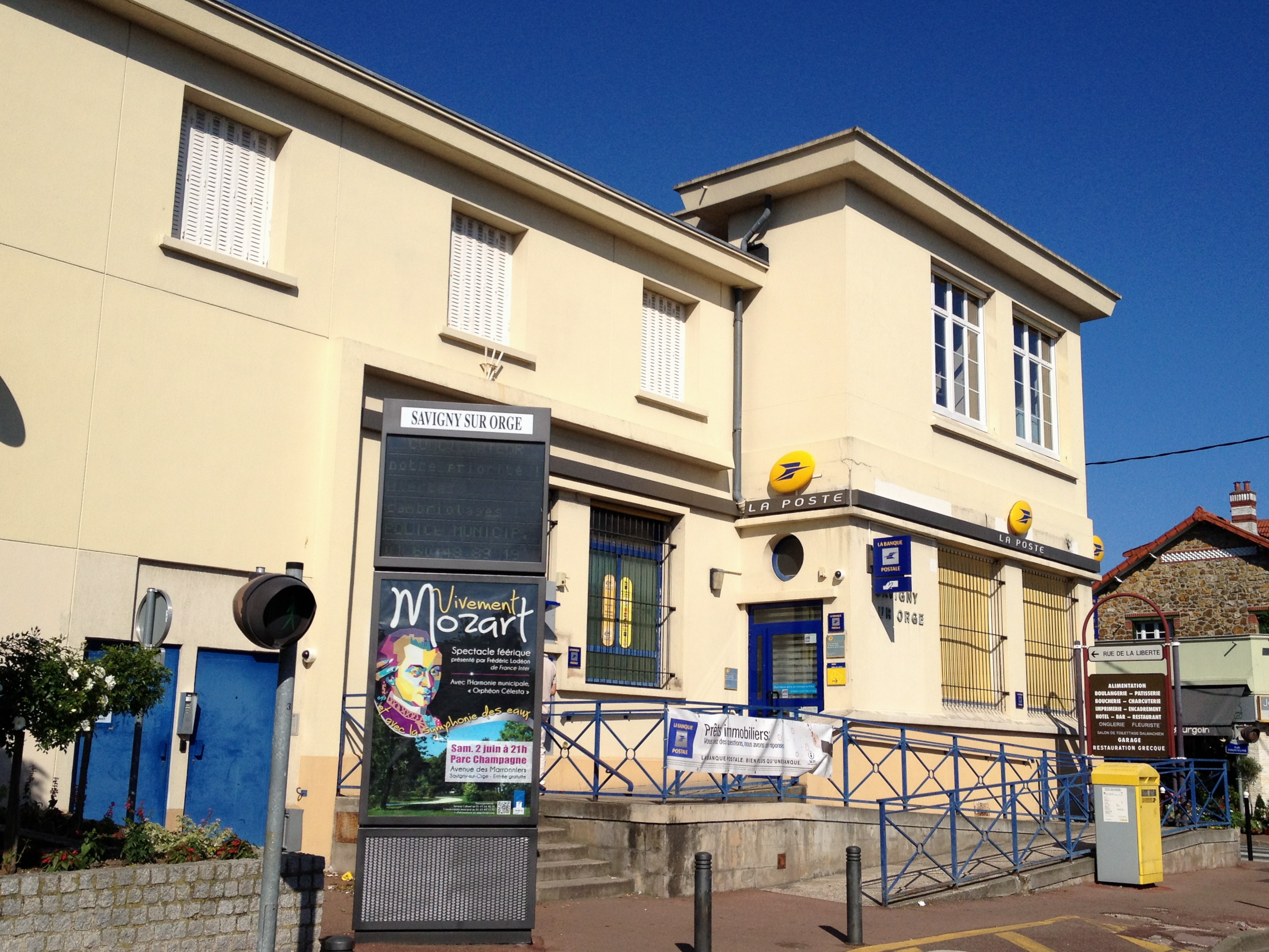
L’agence postale du centre.

Pôle urbain important, Savigny-sur-Orge dispose en 2010 de quatre bureaux de Poste en centre-ville, à Grand Vaux, aux Chardonnerets et sur le Plateau, d’une trésorerie principale, d’une antenne de la caisse d’allocations familiales et de la caisse primaire d'assurance maladie et d’une agence Pôle emploi.

## Population et société

### Démographie

#### Évolution démographique
L'évolution du nombre d'habitants est connue à travers les recensements de la population effectués dans la commune depuis 1793. Pour les communes de plus de 10 000 habitants les recensements ont lieu chaque année à la suite d'une enquête par sondage auprès d'un échantillon d'adresses représentant 8 % de leurs logements, contrairement aux autres communes qui ont un recensement réel tous les cinq ans,.

En 2022, la commune comptait 37 775 habitants, en évolution de +4,04 % par rapport à 2016 (Essonne : +2,89 %, France hors Mayotte : +2,11 %).
| 1793  | 1800 | 1806 | 1821 | 1831 | 1836 | 1841 | 1846 | 1851 |
| ----- | ---- | ---- | ---- | ---- | ---- | ---- | ---- | ---- |
| 1 005 | 823  | 911  | 895  | 925  | 882  | 955  | 932  | 923  |

| 1856  | 1861  | 1866  | 1872  | 1876  | 1881  | 1886  | 1891  | 1896  |
| ----- | ----- | ----- | ----- | ----- | ----- | ----- | ----- | ----- |
| 1 016 | 1 260 | 1 246 | 1 255 | 1 348 | 1 386 | 1 472 | 1 684 | 1 667 |

| 1901  | 1906  | 1911  | 1921  | 1926  | 1931   | 1936   | 1946   | 1954   |
| ----- | ----- | ----- | ----- | ----- | ------ | ------ | ------ | ------ |
| 1 647 | 1 711 | 1 848 | 1 995 | 5 593 | 11 582 | 13 039 | 14 554 | 17 608 |

| 1962   | 1968   | 1975   | 1982   | 1990   | 1999   | 2006   | 2011   | 2016   |
| ------ | ------ | ------ | ------ | ------ | ------ | ------ | ------ | ------ |
| 24 219 | 31 956 | 34 478 | 32 502 | 33 295 | 36 258 | 37 259 | 37 132 | 36 307 |

| 2021   | 2022   | - | - | - | - | - | - | - |
| ------ | ------ | - | - | - | - | - | - | - |
| 37 371 | 37 775 | - | - | - | - | - | - | - |

Savigny est en 1999 la quatrième commune du département en nombre d’habitants et a connu comme de nombreuses villes de l’agglomération parisienne une explosion urbanistique et démographique au cours du XXe siècle, entamée dès les années 1920.
Lors du premier recensement des personnes en 1793, la nouvelle commune n’était qu’un village de mille cinq habitants, qui connait par la suite une forte baisse puis une évolution chaotique, jusqu’à ne compter que huit cent vingt-trois résidents en 1800.
Elle ne dépasse à nouveau le cap des mille personnes que lors du recensement de 1856, date à partir de laquelle la croissance se poursuit de façon relativement linéaire et lente, pour n’approcher le nombre de deux mille résidents qu’en 1921. En 1926 débute une période de développement plus rapide avec déjà près de cinq mille six cents habitants et très vite plus de onze mille dès 1931. La Seconde Guerre mondiale a un impact limité sur cette évolution puisqu’en 1946 la population passe à quatorze mille cinq cent cinquante quatre personnes puis plus de dix sept mille en 1954, vingt-quatre mille en 1962 et près de trente quatre mille cinq cents en 1975.
Le recensement de 1982 est marqué par une nette diminution avec la perte de deux mille habitants avant une reprise de la croissance jusqu’au chiffre établi en 2006 à trente sept mille deux cent cinquante neuf Saviniens.
L’immigration compte pour une part relativement importante dans cette évolution puisqu’en 1999, 8,2 % de la population est de nationalité étrangère. Parmi cette population, 3,2 % est de nationalité portugaise, 0,9 % marocaine, 0,8 % algérienne, 0,5 % italienne, 0,3 % espagnole et tunisienne et 0,2 % turque.

#### Pyramide des âges
En 2018, le taux de personnes d'un âge inférieur à 30 ans s'élève à 37,3 %, soit en dessous de la moyenne départementale (39,9 %). À l'inverse, le taux de personnes d'âge supérieur à 60 ans est de 21,8 % la même année, alors qu'il est de 20,1 % au niveau départemental.
En 2018, la commune comptait 17 937 hommes pour 18 797 femmes, soit un taux de 51,17 % de femmes, légèrement supérieur au taux départemental (51,02 %).
Les pyramides des âges de la commune et du département s'établissent comme suit.
| Hommes | Classe d’âge | Femmes |
| ------ | ------------ | ------ |
| 0,4    | 90 ou +      | 1,4    |
| 5,5    | 75-89 ans    | 7,7    |
| 14,2   | 60-74 ans    | 14,2   |
| 21,4   | 45-59 ans    | 20,2   |
| 20,0   | 30-44 ans    | 20,2   |
| 18,8   | 15-29 ans    | 17,9   |
| 19,6   | 0-14 ans     | 18,3   |

| Hommes | Classe d’âge | Femmes |
| ------ | ------------ | ------ |
| 0,5    | 90 ou +      | 1,4    |
| 5,4    | 75-89 ans    | 7,2    |
| 12,9   | 60-74 ans    | 13,9   |
| 20     | 45-59 ans    | 19,4   |
| 19,9   | 30-44 ans    | 20,1   |
| 20     | 15-29 ans    | 18,2   |
| 21,3   | 0-14 ans     | 19,8   |

### Sports

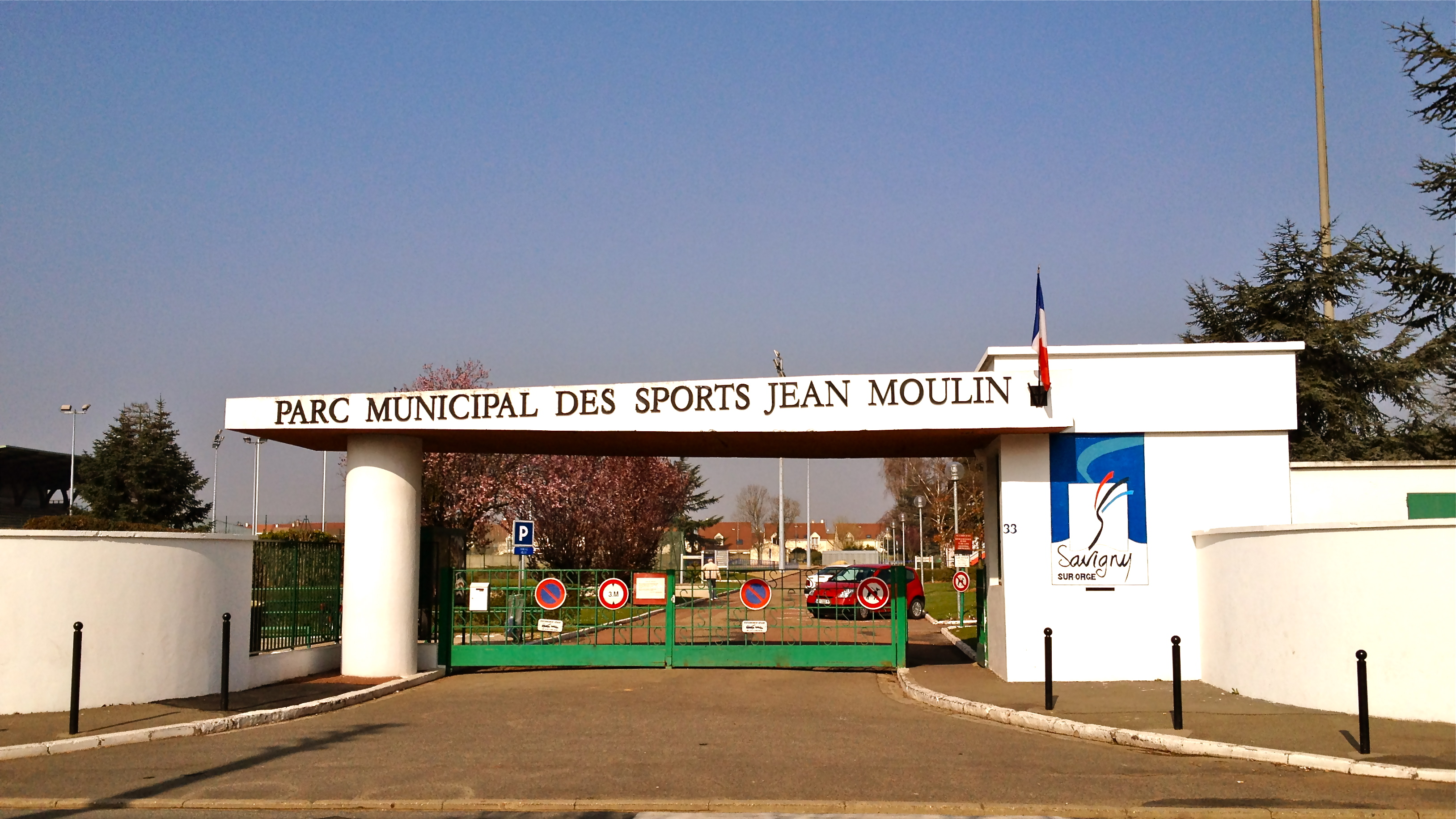
Le parc des sports Jean Moulin.

En 2009, le sport à Savigny-sur-Orge se pratique en divers lieux répartis sur le territoire. La commune dispose ainsi du parc des sports Jean Moulin complété par la maison du tennis et l’espace Jean Laguionie, des complexes sportifs David Douillet, Pierre de Coubertin et Léon Cheymol, du gymnase John Fitzgerald Kennedy, de la salle polyvalente Aristide Briand, du boulodrome Pierre Mathieu et de la salle d’haltérophilie Mamadou Lamine Loum.
La commune a mis en place des écoles municipales du sport. Elle organise depuis 1990 les « Foulées de Savigny », une course d’endurance de la marche au semi-marathon.
La commune accueille en résidence l’équipe des Lions de Savigny-sur-Orge, club de baseball fondé en 1982 et qui évolue en de première division nationale et qui a 7 titres de champion de France, 5 participations en Coupe d'Europe avec deux titres de Champions d'Europe[réf. nécessaire].
S'ajoutent diverses disciplines regroupées au sein du club olympique Savigny (handball, basket-ball et football). Souhaitant rendre hommage a James Watson, ancien président du Rugby Club Savigny sur Orge, la tribune du parc des sports Jean Moulin a été baptisé la Tribune James Watson par la ville en 2012.

### Cultes
La paroisse catholique de Savigny-sur-Orge est rattachée au secteur pastoral de Savigny-Viry et au diocèse d'Évry-Corbeil-Essonnes. Elle dispose de l’église Saint-Martin, de l’église Notre-Dame-d’Espérance et de l’église Sainte-Thérèse-de-l’Enfant-Jésus.
En 2009, la commune accueille également une église évangélique baptiste et une association cultuelle israélite.

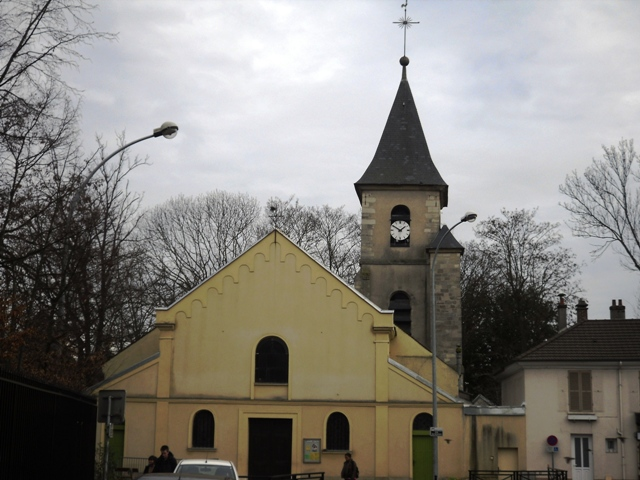
L’église Saint-Martin.
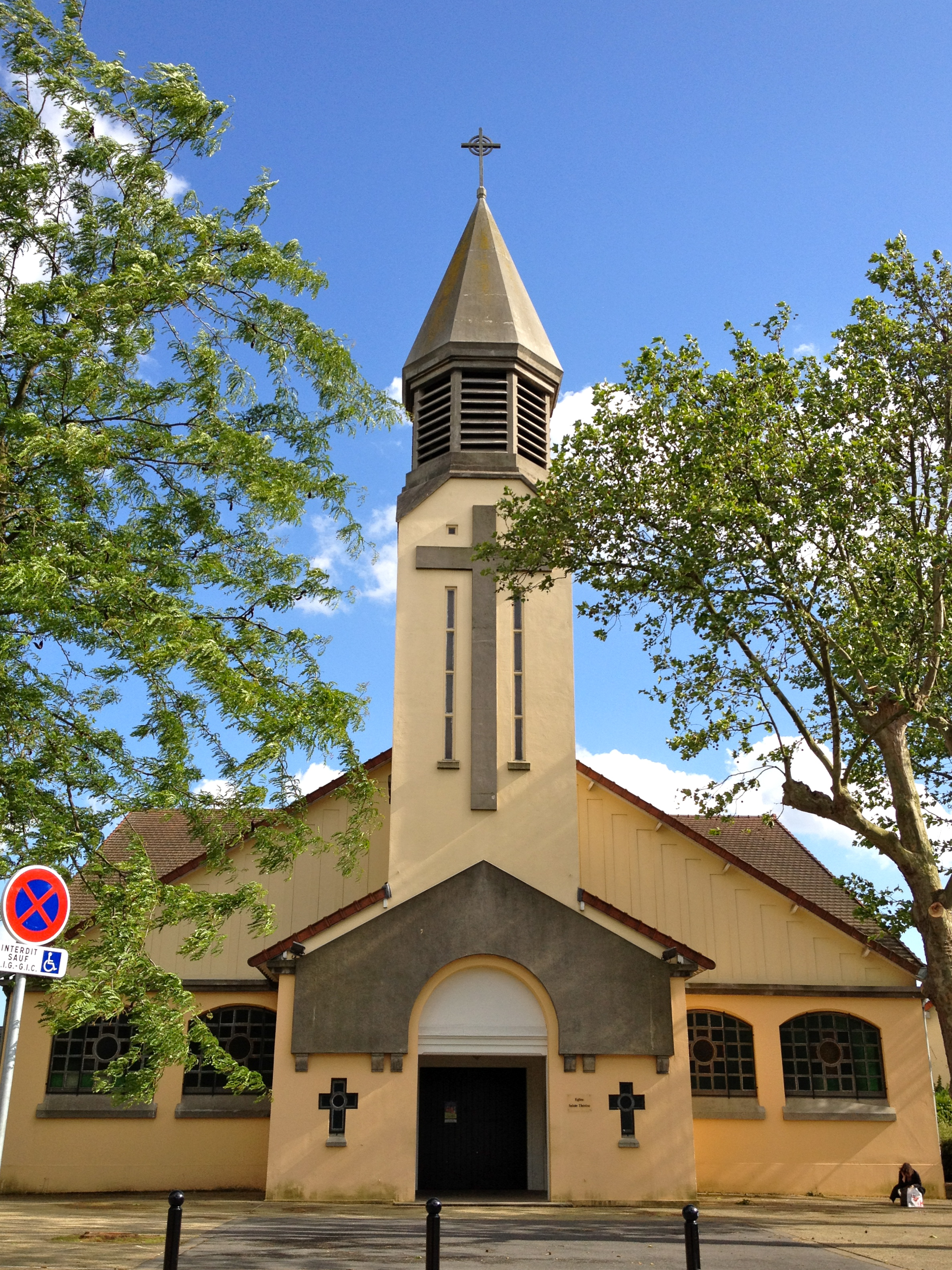
L’église Sainte-Thérèse-de-l’Enfant-Jésus.
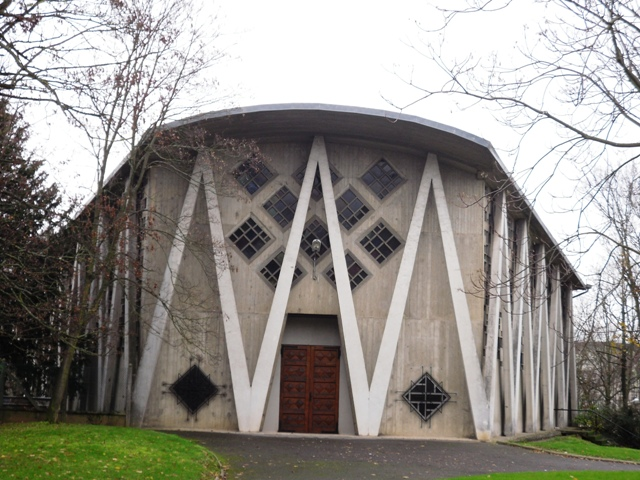
L’église Notre-Dame-de-l’Espérance.
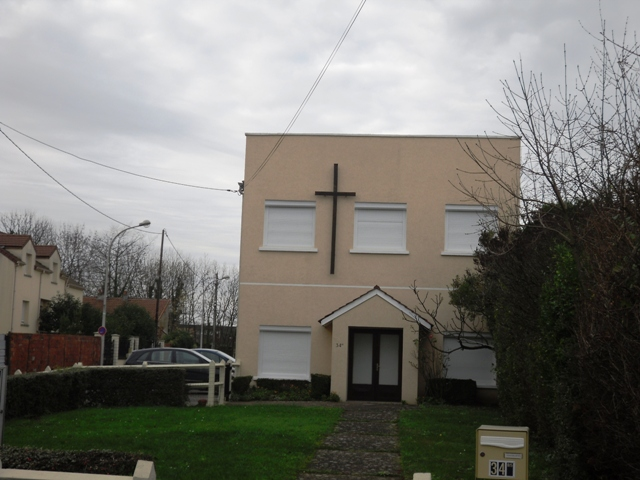
L’église évangélique baptiste.

### Médias
La commune est située dans le bassin d’émission des chaînes de télévision France 3 Paris Île-de-France Centre, IDF1 et Téléssonne intégré à Télif. L’hebdomadaire Le Républicain relate les informations locales dans son édition Nord-Essonne comme la station de radio Radio Rézo.

## Économie

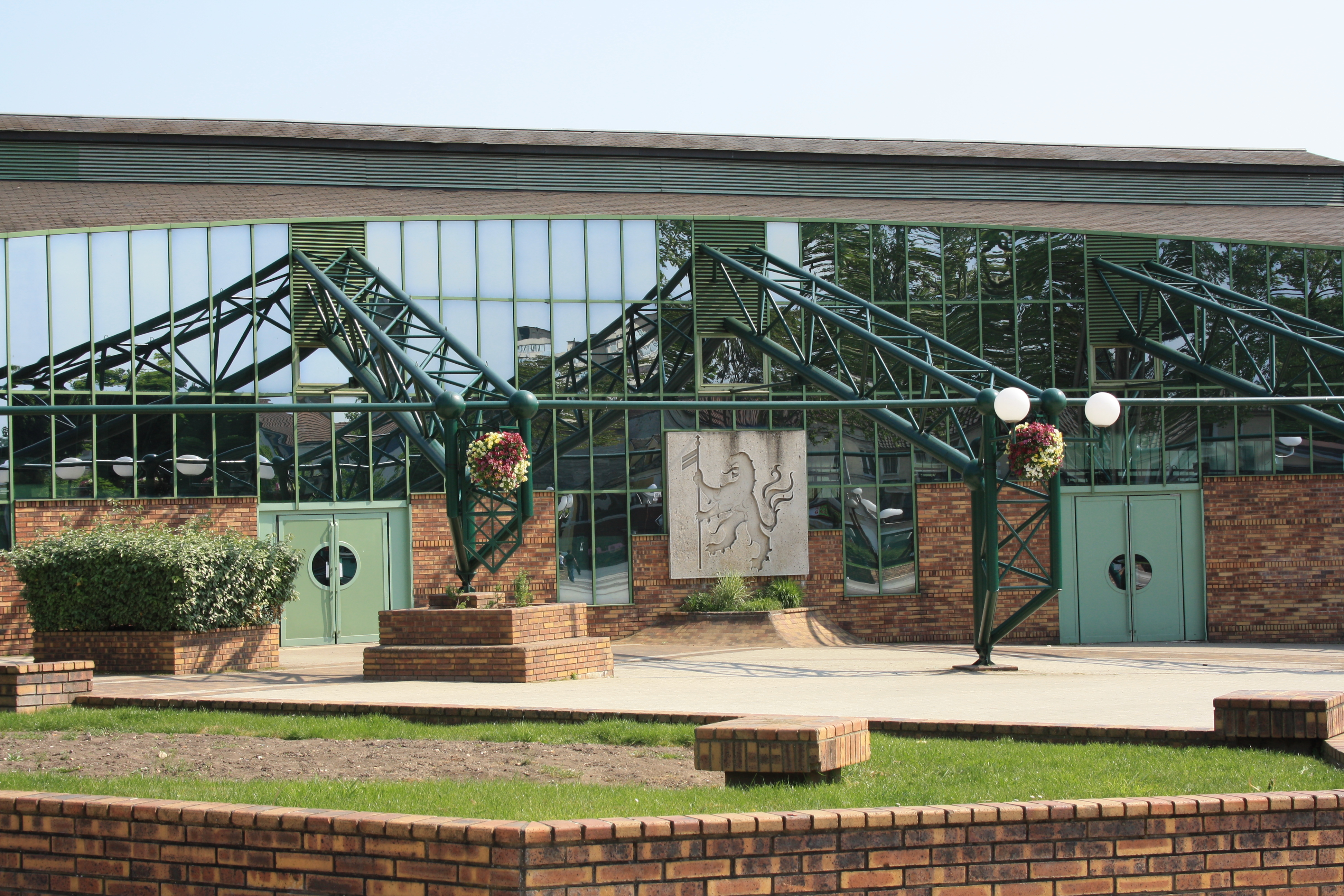
La halle du marché Davout.

La commune de Savigny-sur-Orge est principalement occupée par des espaces d’habitation, elle se rapproche ainsi du concept de « banlieue dortoir ».
Le commerce joue un rôle important dans la vie économique avec un centre-ville actif et deux marchés organisés, le marché Jules Ferry qui se tient les jeudis et samedis et le marché Davout qui a lieu chaque mardi, vendredi et dimanche.
La commune accueillait en 2006 1 297 entreprises dont 739 dans le seul secteur des services. Elle ne dispose cependant que d’une petite zone d'activités industrielles et commerciales au nord-ouest, implantée en bordure de l’autoroute A6. Dans cette zone se regroupent principalement des entreprises de services employant relativement peu de salariés. Ainsi, près de 85 % des actifs de la commune étaient contraint de se rendre dans une autre commune ou un autre département pour exercer leur activité.
Plusieurs supermarchés sont répartis sur le territoire, complétant l’offre de commerces de proximité dense.
Trois hôtels regroupent en 2009 un total de cent cinquante-deux chambres.
La commune est incluse par l’Insee au bassin d'emploi d’Orly qui regroupait en 2006 469 279 habitants, les Saviniens représentant 8 % du total. Dans cette zone, la population active comptait 232 993 personnes mais seulement 210 476 personnes avaient un emploi. Dans la commune, la population active comptait 18 556 personnes et 16 859 avaient un emploi.

### Emplois, revenus et niveau de vie
La démographie économique de la commune se distingue assez fortement des moyennes nationales et de la zone d’emploi.
On trouve ainsi à Savigny-sur-Orge en 2006 une proportion presque double d’artisans et commerçants que dans la zone d’emploi, plus d’employés et à l’inverse nettement moins d’ouvriers. Les secteurs d’activités où exerce la population est elle aussi relativement différente avec une répartition plus importante dans la construction et les services aux particuliers à Savigny-sur-Orge que dans le reste du bassin et à l’inverse un net déficit dans l’industrie, les services aux entreprises, dû principalement au fait qu’aucune entreprise d’envergure dans ces secteurs n’est implantée à proximité.
Parmi la population ayant un emploi, près de 80 % disposait d’un statut de titulaire de la fonction publique ou d’un contrat à durée indéterminée. Le revenu net imposable moyen était fixé en 2006 à 26 290 euros mais 31 % des ménages ne payaient pas d’impôt sur le revenu. Près de 66 % de la population était propriétaire de son logement, un pavillon dans 55 % des cas.
Le revenu fiscal médian par ménage était en 2006 de 21 651 euros, ce qui plaçait Savigny-sur-Orge au mille six cent sixième rang parmi les 30 687 communes de plus de cinquante ménages en métropole et au cent vingt-neuvième rang départemental.
En 2010, le revenu fiscal médian par ménage était de 36 400 €, ce qui plaçait Savigny-sur-Orge au 5 125e rang parmi les 31 525 communes de plus de 39 ménages en métropole.
| Répartition des emplois par catégories socioprofessionnelles en 2006. |              |                                           |                                                   |                            |                          |                           |
|                                                                       | Agriculteurs | Artisans, commerçants, chefs d’entreprise | Cadres et professions intellectuelles supérieures | Professions intermédiaires | Employés                 | Ouvriers                  |
| Savigny-sur-Orge                                                      | 0,1 %        | 8,3 %                                     | 15,1 %                                            | 26,8 %                     | 33,8 %                   | 15,9 %                    |
| Zone d’emploi d’Orly                                                  | 0,1 %        | 4,6 %                                     | 15,2 %                                            | 27,8 %                     | 30,3 %                   | 22,1 %                    |
| Moyenne nationale                                                     | 2,2 %        | 6,0 %                                     | 15,4 %                                            | 24,6 %                     | 28,7 %                   | 23,2 %                    |
| Répartition des emplois par secteurs d’activités en 2006.             |              |                                           |                                                   |                            |                          |                           |
|                                                                       | Agriculture  | Industrie                                 | Construction                                      | Commerce                   | Services aux entreprises | Services aux particuliers |
| Savigny-sur-Orge                                                      | 0,6 %        | 7,5 %                                     | 8,3 %                                             | 9,5 %                      | 11,8 %                   | 8,9 %                     |
| Zone d’emploi d’Orly                                                  | 0,5 %        | 8,1 %                                     | 7,2 %                                             | 15,0 %                     | 14,3 %                   | 6,3 %                     |
| Moyenne nationale                                                     | 3,5 %        | 15,2 %                                    | 6,4 %                                             | 13,3 %                     | 13,3 %                   | 7,6 %                     |
| Sources : Insee                                                       |              |                                           |                                                   |                            |                          |                           |

## Culture locale et patrimoine

### Lieux et monuments
Le patrimoine architectural de Savigny-sur-Orge est varié et correspond aux différentes époques d’urbanisation du territoire.
Dans le centre-ville se trouve le seul monument inscrit aux monuments historiques, une borne routière ornée d’un bonnet phrygien, inscrite en 1931.
La cloche de l’église Saint-Martin fondue en 1787 a été classée au titre des objets en 1944.
On peut également noter la présence dans la commune de l’ancien château du XVe siècle, aujourd’hui occupé par le lycée Corot, et de la ferme de Champagne du XIIe siècle, propriété du ministère de la Justice.
S’ajoutent de nombreux équipements publics construits entre le XIXe siècle et le XXe siècle, l’ancien bureau de Poste construit en 1904, la première mairie acquise en 1834, la mairie acquise en 1846 et occupée par le musée Davout, les aqueducs de la Vanne et du Loing d’alimentation de la capitale en eau potable, construit entre 1867 et 1874, la gare construite en 1888, les anciens bains publics aménagés en 1930
Au XXe siècle,l’église Sainte-Thérèse a été construite en 1928 et le cinéma Excelsior date de 1930. La tour du 1 rue Van Gogh haute de seize étages et la barre de la rue Gauguin haute de quatorze étages dominent le paysage de la commune.

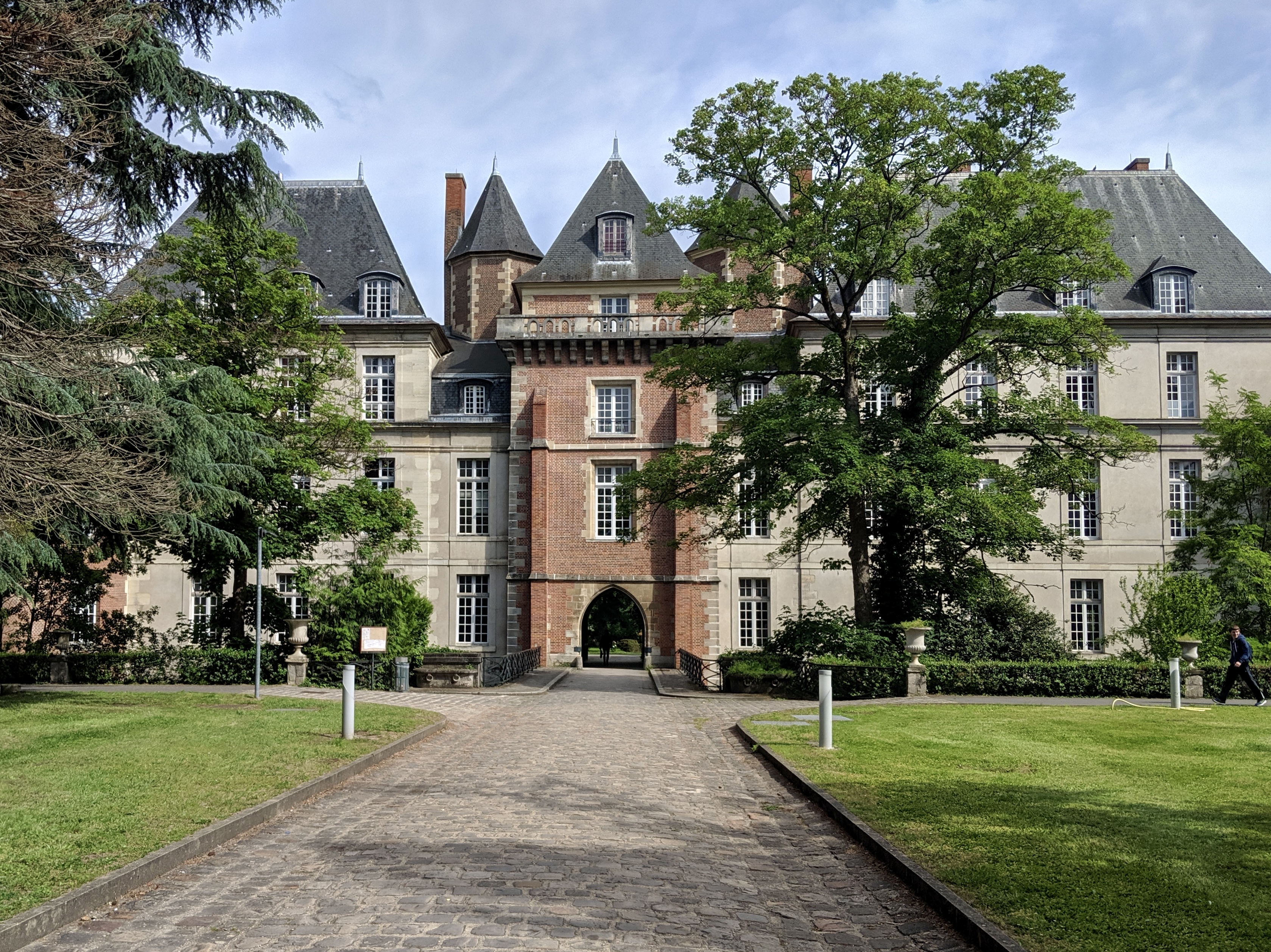
Le château de Savigny, aujourd’hui lycée Corot.
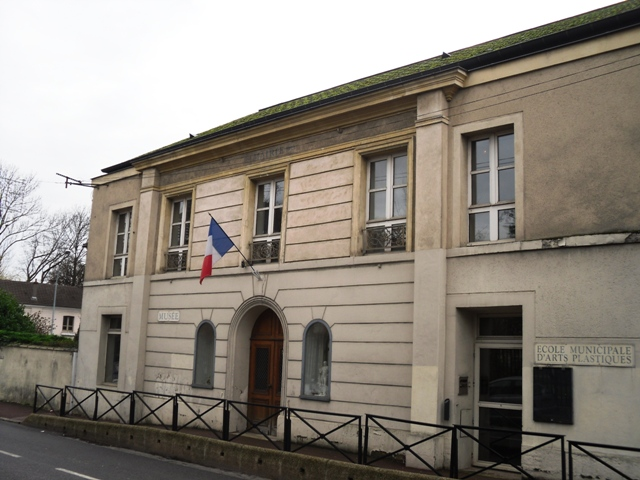
L’ancienne mairie, aujourd’hui musée Davout.
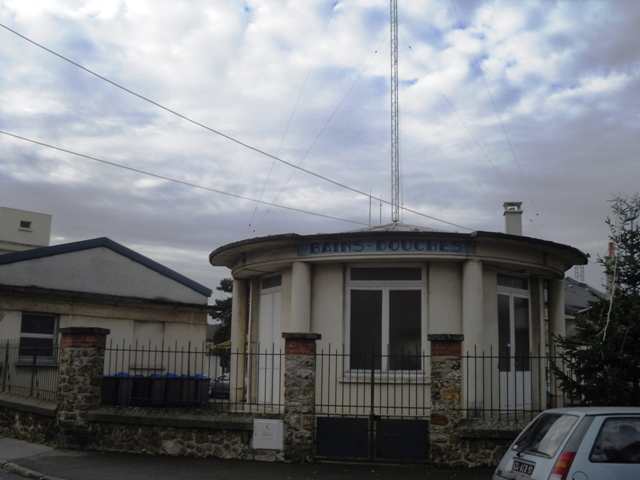
Les anciens Bains et Douches.

### Personnalités liées à la commune
Différents personnages publics sont nés, décédés ou ont vécu à Savigny-sur-Orge.
- Marie de Rabutin-Chantal, marquise de Sévigné (1626-1696), épistolière y séjourna.
- Charles-François de Vintimille du Luc (1653-1740), militaire et diplomate y vécut.
- Charles-Stanislas Canlers (1764-1812), sculpteur, ciseleur, fondeur d'art y vécut.
- François-René de Chateaubriand (1768-1848), écrivain y séjourna et y rédigea le Génie du Christianisme en 1801.
- Pauline de Beaumont (1768-1803), femme de lettres y séjourna.
- Jean-Baptiste Launay (1768-1827, Capitaine d'artillerie, fondeur de canon puis d'art, directeur des Ponts de Paris, inventeur, ingénieur, réalisateur de la Colonne Vendôme, propriétaire du domaine de Courterente dit aussi Maison Roret  du nom de son gendre qui vivait chez lui. Mort dans cette commune, il repose avec sa famille au cimetière de la Martinière.
- Pierre Vigier (1769-1817), magistrat y est mort.

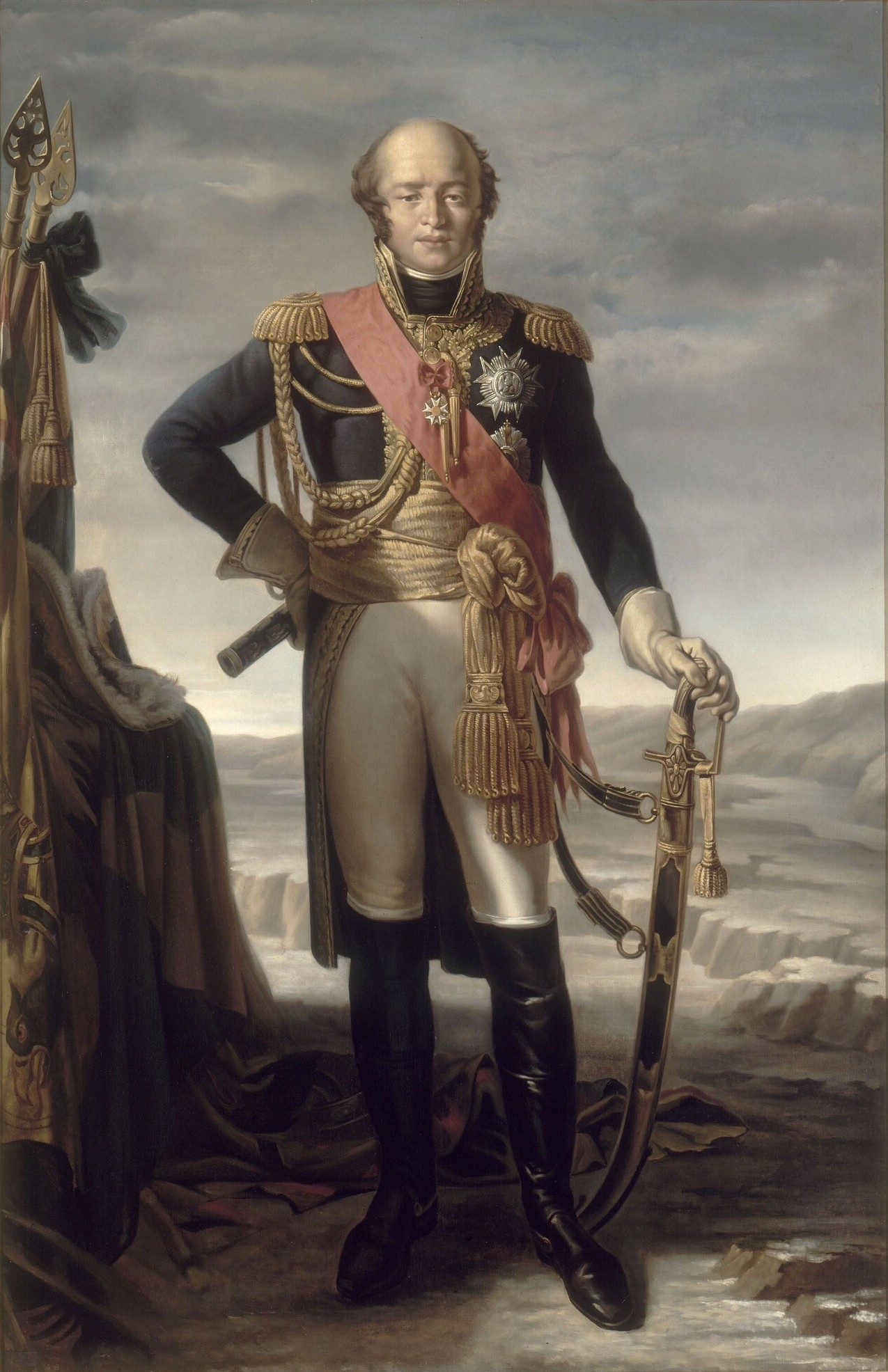
Louis Nicolas Davout.

- Louis Nicolas Davout (1770-1823), maréchal d'Empire en fut maire[161].
- Fortunée Hamelin (v. 1776-1851), Merveilleuse du Directoire y vécut.
- Théodore d'Hargeville (1790-1861), auteur dramatique, y est mort.
- Nicolas Roret (1797-1860), éditeur y vécut.
- Isabelle II d'Espagne (1830-1904), reine d’Espagne y vécut en exil.
- Louis Ducos du Hauron (1837-1920), inventeur y vécut.
- Blanche Soyer, baronne Staffe (1843-1911), écrivaine y est morte et inhumée.
- Le baron Édouard Louis Joseph Empain (1852-1929), général et industriel belge, ingénieur et homme d’affaires y vécut. Il était l'un des propriétaires de la compagnie du chemin de fer métropolitain de Paris, premier exploitant du métro de Paris, et de nombreuses compagnies de chemins de fer secondaires francaises.
- Caroline Rémy dite Séverine (1855-1929), écrivaine, journaliste et féministe y vécut.
- Jacques Baseilhac (1873-1903), peintre et dessinateur, mort dans cette commune.
- Le futur prix Nobel de la paix 1968 René Cassin (1887-1976), diplomate et homme politique, s’y cacha durant la Seconde Guerre mondiale.
- Amélie Rabilloud (vers 1899-?), meurtrière de son mari Georges dans sa maison de Savigny-sur-Orge en décembre 1949, ayant dépecé le cadavre et dispersé les morceaux dans des égouts et sur des champs ou terrains vagues de la commune, et même jeté une partie, depuis un pont, dans le wagon d'un convoi ferroviaire qui transitait sur une ligne proche de son domicile[162]. Pour cet acte, elle est jugée et condamnée en 1952 à cinq ans de prison. Ce fait divers criminel, resté célèbre dans les annales judiciaires[163], inspire librement à Marguerite Duras plusieurs œuvres : Les Viaducs de la Seine-et-Oise, pièce de théâtre publiée en 1960, L'Amante anglaise roman paru en 1967 et L'Amante anglaise, pièce de théâtre adapté du roman éponyme, créée en 1968.
- Louis Fernez (1900-1984), dessinateur y est mort.
- Maurice Fontaine (1904-2009), biologiste y est né.
- Raymond Brosseau (1915-1980), homme politique en fut maire et conseiller général.
- Jean L'Anselme (1919-2011), poète y vécut.
- Jean Alt (1921-1991), scientifique, météorologue, y vécut et y est mort.
- Jacques Selosse (1923-1995), psychologue y exerça.
- Bengt Lindström (1925-2008), artiste-peintre suédois y vécut.
- Serge Ginger (1928-), psychologue y enseigna.
- Édouard-Jean Empain (1937-), homme d’affaires y fut séquestré.
- Joe Dassin (1938-1980), chanteur et compositeur y vécut.
- Bernard Guyot (1945-2021), coureur cycliste y vécut et y est mort[164].
- Nicole Avezard (1951-), comédienne, connue pour incarner Lucienne Beaujon dans le duo comique Les Vamps y est née.
- Yves Rolland (1957-), haut fonctionnaire y est né et en fut conseiller municipal.
- Nathalie Miravette (1966-), pianiste, y est née.
- Hugues Pluviôse (1971-), compositeur, y est né.
- Gilles Lellouche (1972-), acteur, réalisateur, scénariste, animateur et chanteur, y est né.
- Olivier Asmaker (1973-), coureur cycliste, y est né.
- Christian Chénard (1974-), joueur de baseball, y fut licencié.
- Laurent Tobel (1975-), patineur artistique, y est né.
- Aurélie Konaté (1976-), actrice et chanteuse y est née.
- Sylvain Jonnet (1979-), rugbyman y fut licencié.
- Andy Ces (1982-), joueur de volley-ball y est né.
- Yoann Offredo (1986-), coureur cycliste y est né.
- Catherine Destivelle (1960-), grimpeuse et alpiniste, y a passé son enfance et adolescence.
- Kelly Bochenko (1986-), blogueuse et ancienne Miss Paris destituée en 2009, y est née.
- Tsew The Kid (1996-), est un rappeur originaire de la commune.

#### Seigneurs et château de Savigny-sur-Orge
- 1454 Jean des Piles[165].
- 1474 Jean Haberge (1473 - 1479), évêque d’Évreux[165].
- En 1475, Étienne de Vesc, chambellan de Charles VIII, acquit le domaine de Savigny et agrandit le château. Entre 1485 et 1488, il étendit le domaine sur la Champagne et le bois de Viry.
- En 1511, Charles de Vesc est seigneur de Savigny-sur-Orge[165].
- En 1580, François-Louis d'Agoult, comte de Sault (1558-1586) marié à la célèbre Chrétienne d'Aguerre, dame de Vienne (1553-1611)[165].

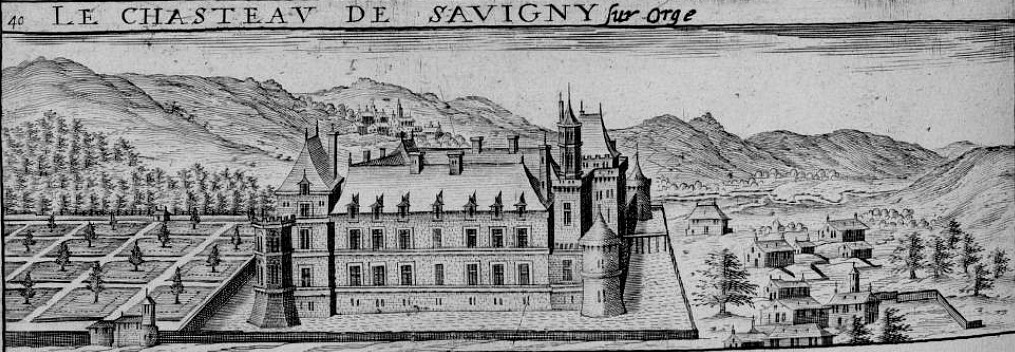
Le château de Savigny au XVIIe siècle.

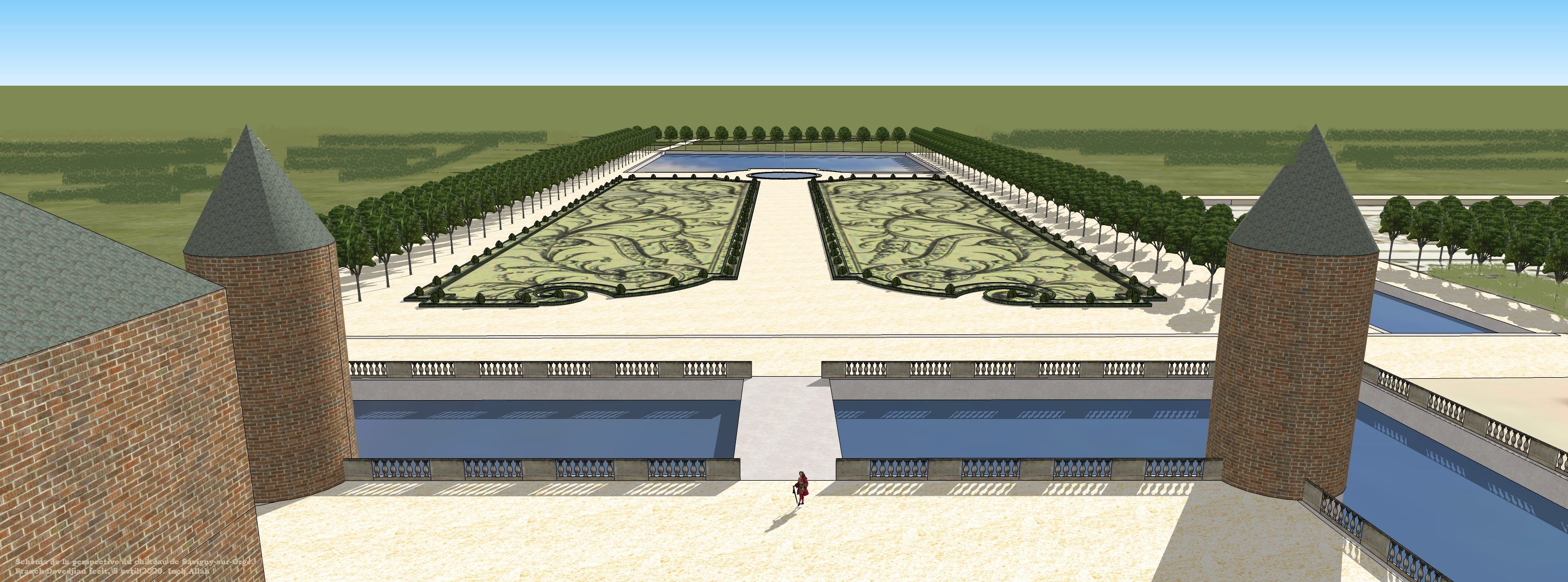
Schéma restituant la perspective du château de Savigny-sur-Orge vers 1700.

- Le château passa à leur neveu Melchior de Vins d'Agoult de Montauban[166].
- Jean de Vins d’Agoult (+1731) dont le fils, Simon César, mourut jeune (1675-1692). Le château de Savigny fut transmis à ses cousins de Vintimille de Luc[166].
- Charles-François de Vintimille du Luc (1653-1740) hérita de la seigneurie et mourut au château en 1740[167],[168].
- En 1768, Jean-Baptiste-Félix-Hubert de Vintimille des Comtes de Marseille, Comte du Luc, Marquis de Vins, des Arcs, Savigny, etc. vend le domaine à M. Cochin[169]..
- En 1802, le Maréchal Davout, Prince d'Eckmühl, fait l'acquisition du domaine de Savigny-sur-Orge, le 30 thermidor an X (18 août 1802)[169].

### Héraldique et logotype

Logotype.

| Blason de Savigny-sur-Orge | Blason  | D’or au lion de gueules tenant une bannière coupée d’argent et de gueules emmanchée aussi d’argent, au chef d’azur semé de fleurs de lys d’or. |
| Blason de Savigny-sur-Orge | Détails | Le blason créé en 1952 par un Savinien est inspiré de celui du maréchal Davout. Le semis de fleurs de lys rappelle que Savigny est situé dans l’ancienne province d’Île-de-France dont la fleur de lys était l’emblème. Savigny-sur-Orge s’est dotée en 1990 d’un logotype, modernisé en 2004. Il était voulu plus dynamique avec la présence de rouge et d'un « S » stylisé et symbolisant la croissance de la commune en s'étirant vers le haut Le statut officiel du blason reste à déterminer. |

### Savigny-sur-Orge dans les arts et la culture
- La marquise de Sévigné cite Savigny-sur-Orge dans l’une de ses lettres à sa fille : « Je ne suis pas surprise que Savigny vous ait paru beau, c’est une situation admirable. »[171]
- Certaines scènes du film Je vais bien, ne t’en fais pas ont été tournées dans la commune ainsi que l'épisode Les Braves de la série Joséphine, ange gardien en octobre 2008 et une série, Les Bleus, premiers pas dans la police[172].
- La chanson Rouge-gorge de Renaud cite Savigny-sur-Orge comme exemple type de banlieue lointaine et triste « Chante Rouge-gorge Le Temps des Cerises, Savigny-sur-Orge paraitra moins grise ».